# Geografía de Brasil
Brasil es el tercer país más grande de América y el quinto más grande del mundo. Sus límites son: al sur, Argentina, Uruguay y Paraguay; al este, el Océano Atlántico; al norte, Venezuela, Colombia, Guyana, Surinam y Guayana Francesa; al oeste con Bolivia y por último Perú. 
El relieve de Brasil se resuelve en tres grandes unidades topográficas: la cuenca del río amazonas, que ocupa el tercio norte del país, el macizo brasileño, que ocupa casi los tercios restantes y que le sirve de límite por el sur y el Escudo guayanés, que la limita en la parte septentrional y del que sólo una parte es brasileña. La altitud del territorio brasileño es en general moderada. No presenta grandes cadenas montañosas, cordilleras o similares.

## Puntos extremos

Puntos extremos del país.

Los puntos extremos del territorio brasileño por su posición son los siguientes:
- punto más septentrional: naciente del río Ailã, en el monte Caburai, en Roraima, en la frontera con la Guyana (05°15′05″N 060°12′33″O / 5.25139, -60.20917);
- punto más meridional: curva del arroyo Chuy, en Rio Grande do Sul, en la frontera del Uruguay (33°45′09″S 053°22′07″O / -33.75250, -53.36861);
- punto más occidental: naciente del río Moa, en la sierra del Divisor o de Contamana, en el estado de Acre, en la frontera con el Perú  (07°32′39″S 073°59′04″O / -7.54417, -73.98444);
- punto más oriental: Isla del Sur, en el grupo de islas de Trinidad y Martín Vaz, en Espírito Santo (20°28′28″S 028°50′26″O / -20.47444, -28.84056);
- punto continental más oriental: Ponta do Seixas, Paraíba (07°09′28″S 034°47′38″O / -7.15778, -34.79389).

Los puntos extremos por su elevación son:
- punto más elevado: pico da Neblina, con aproximadamente 2.990 m;
- punto más bajo: nivel del mar, en las costas del océano Atlántico.

Las localidades en posiciones extremas son :
- localidad más septentrional:  Uiramutã, Roraima;
- localidad más meridional:   Chuí, Rio Grande do Sul;
- localidad más oriental: João Pessoa, Paraíba 07°09′28″S 034°47′38″O / -7.15778, -34.79389);
- localidad más occidental: Mâncio Lima, Acre.

## Husos horarios

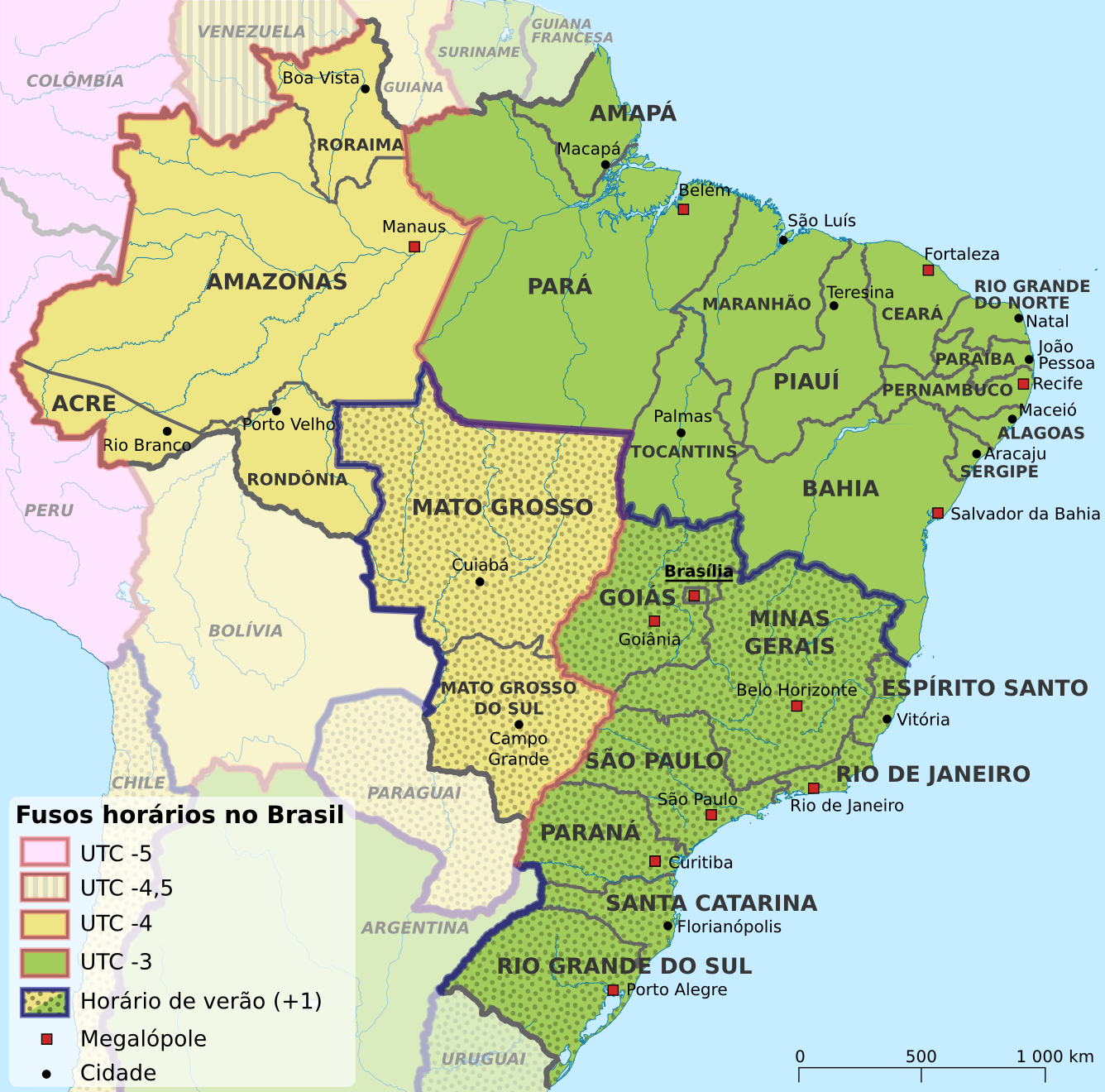
Regiones horarias de Brasil en septiembre de 2013

El territorio brasileño, incluidas las islas oceánicas, posee cuatro husos horarios, todos al oeste del meridiano de Greenwich (longitud 0.o). En cada franja de 15.o entre meridianos se produce una variación de 1 hora. Esto significa que en Brasil, el horario oficial varía de 2 a 5 horas menos en relación con el Tiempo universal coordinado, UTC, que regula los relojes y el tiempo. La primera franja engloba las islas oceánicas (longitud 30.o W), con dos horas menos que en UTC, sincronizado con el Tiempo medio de Greenwich u hora Zulú. La segunda franja (45.o W) tiene 3 horas menos que UTC y es la hora oficial de Brasil (horario de Brasilia) y engloba los estados de Distrito Federal, Pará, Amapá, Tocantins, Goiás y las regiones Sur, Sudeste y Nordeste; el tercero (60.o W), con cuatro horas menos, incluye Mato Grosso do Sul, Mato Grosso, Roraima, Rondônia y gran parte del estado de Amazonas, y la cuarta y última franja (UTC-5) engloba los estados de Acre y una pequeña parte del estado de Amazonas.

## Relieve

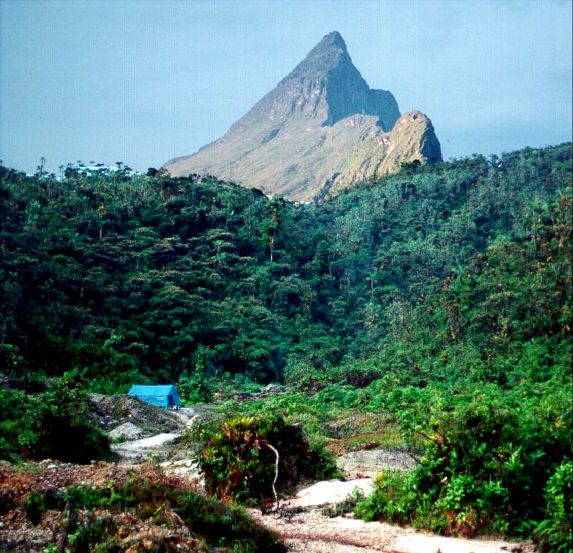
El pico da Neblina, de 2.994 m, la cima más alta de Brasil, en el norte

En contraste con los Andes, que alcanzó alturas de casi 7000 m en épocas relativamente recientes e invirtió la dirección de los ríos amazónicos de oeste a este, la formación del Brasil es muy antigua. El 36% del territorio está cubierto por escudos precámbricos cristalinos, especialmente en el centro. El increíble bornhardt o inselberg de granito aislado de Río de Janeiro, conocido como el Pan de Azúcar, es un ejemplo del escudo en Brasil, donde la roca base ha sido esculpida en domos después de decenas de miles de millones de años de erosión.
La principal cadena montañosa alcanza elevaciones por debajo de 2000 m, aunque otras más pequeñas los superan. La Serra do Mar abraza la costa atlántica, y la Serra do Espinhaço, la mayor en extensión, se extiende a través de la parte sur central del país. Las montañas más altas se encuentran en el norte, donde se hallan diversas cadenas montañosas, como la Sierra de Tumucumaque, en Pacaraima, entre Brasil, Venezuela y la Guayana francesa, con 120 km de longitud. Los picos más altos de Brasil se hallan en la Serra do Imeri, y son el Pico da Neblina, de 2.994,80 m, y el Pico Phelps, de 2.992 m, en la misma montaña. En tercer y cuarto lugar, hay que viajar al otro extremo del país, al estado Minas Gerais, donde se encuentran el Pico da Bandeira, de 2.892 m, en la Serra do Caparaó, y la Piedra de la Mina, de 2.798 m, en la Sierra de la Mantiqueira.  No obstante, la mayor parte del país se halla por debajo de 1000 m
En general, el país se divide en llanuras, mesetas y depresiones. Las mesetas o planaltos pueden ser de rocas cristalinas muy antiguas o sedimentarias de los periodos Cenozoico y Mesozoico. Las mesetas de materiales sedimentarios, caracterizadas por la presencia de cuestas, se encuentran en la cuenca amazónica oriental y occidental, en la cuenca del río Parnaíba y en la subcuenca del río Paraná. Las mesetas en áreas cristalinas se caracterizan por la presencia de colinas y sierras asociados a intrusiones volcánicas y plegamientos antiguos. Entre estas unidades se encuentran los del norte de la Amazonia (Escudo guayanés), los del sur de la Amazonia y en la Chapada dos Parecis, al sudeste de Mato Grosso. La meseta de Borborema y las Serras de Sudeste proceden de la elevación de plegamientos antiguos. En el centro y sudeste, se encuentran grandes áreas elevadas en los cinturones orogénicos, caracterizadas por cadenas montañosas. Este conjunto constituye la llamada meseta brasileña, que ocupa una gran extensión en el centro del país y cuyas principales cadenas son la sierra de Mantiqueira, la sierra del Mar, la Serra do Espinhaço y la sierra Geral.

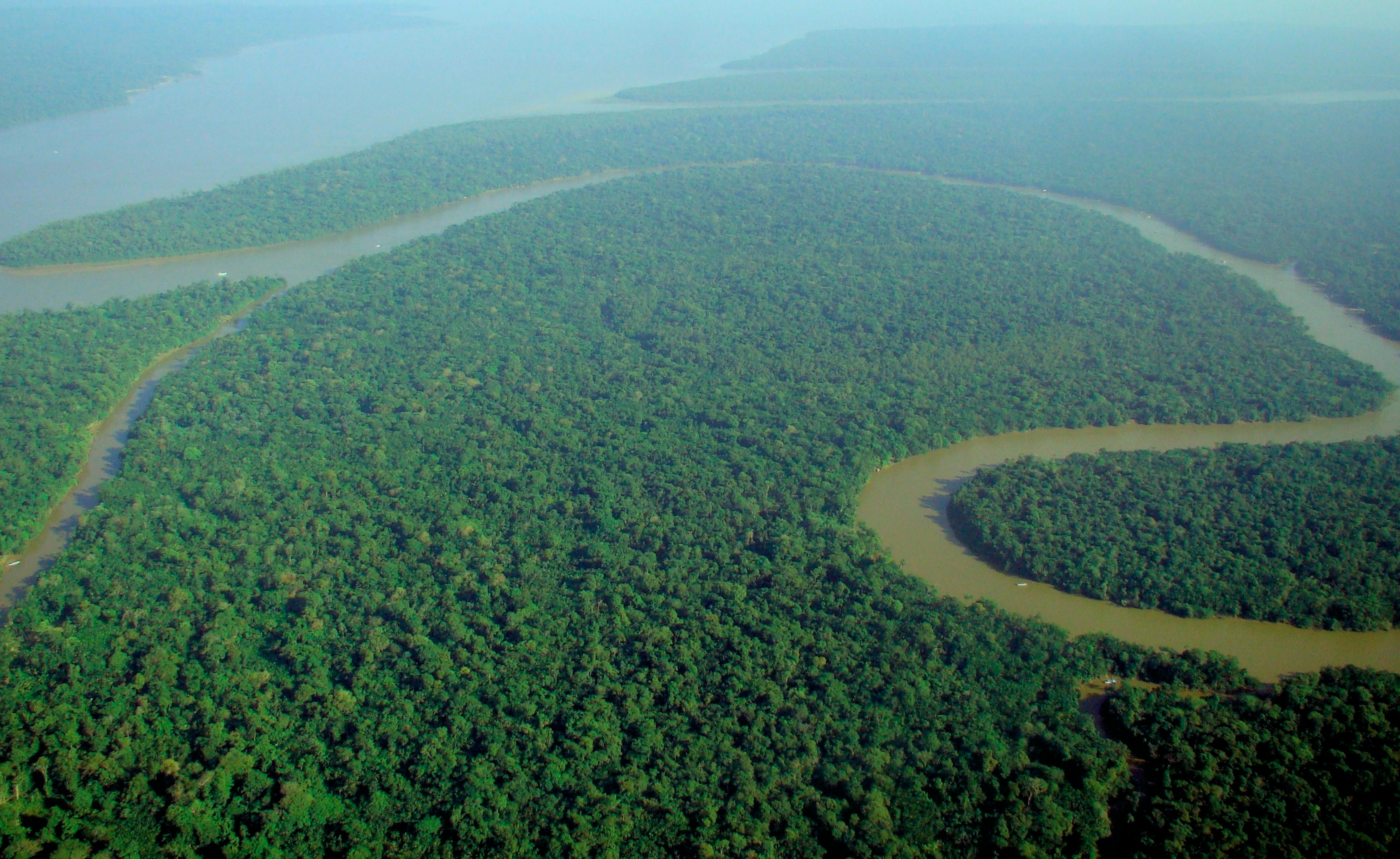
La planicie amazónica se extiende a lo largo de los principales ríos de la cuenca, como el río Solimões.

Las llanuras están formadas por el depósito de sedimentos de origen fluvial, lacustre o  marina. En el interior de Brasil, se encuentran asociadas a grandes ríos. Una de las principales es la llanura amazónica, formada por várzeas, asociadas a bosques de várzeas o llanuras de inundación, terrazas fluviales, de menos de 30 m de altura, que solo se inundan con las crecidas fuertes, y tierra firme, hasta 350 m de altura, formadas básicamente por arenisca. Otras llanuras importantes son las del río Guaporé o Iténez, la del río Araguaia y la del río Paraguay, que forma parte del Pantanal, el humedal más grande del mundo y que cubre el oeste de Brasil y partes de Bolivia y Paraguay. En el extremo litoral sur se encuentran las llanuras de las lagunas de los Patos y de Merín, entre Brasil y Uruguay. A lo largo del litoral existen llanuras de poca extensión, asociadas a las bocas de ríos importantes, como río Doce o río Paraíba do Sul. 
Las depresiones están formadas por la intensa erosión de los escudos cristalinos, interpuestas entre las mesetas y las llanuras. Como las mesetas, están ampliamente afectadas por las variaciones paleoclimáticas, sobre todo en el Terciario y el Cuaternario. Con todo, la depresión de Amazonia occidental tiene una génesis diferente, a partir de procesos fluviales que acabaron por dar origen a un terreno llano y con pequeñas y bajas colinas. Las demás depresiones se encuentran en las grandes cuencas. Destacan las del norte y sur amazónicas, la del alto Paraguay y las de los ríos río Araguaia y São Francisco, también conocida como Pernambucana.

## Geología

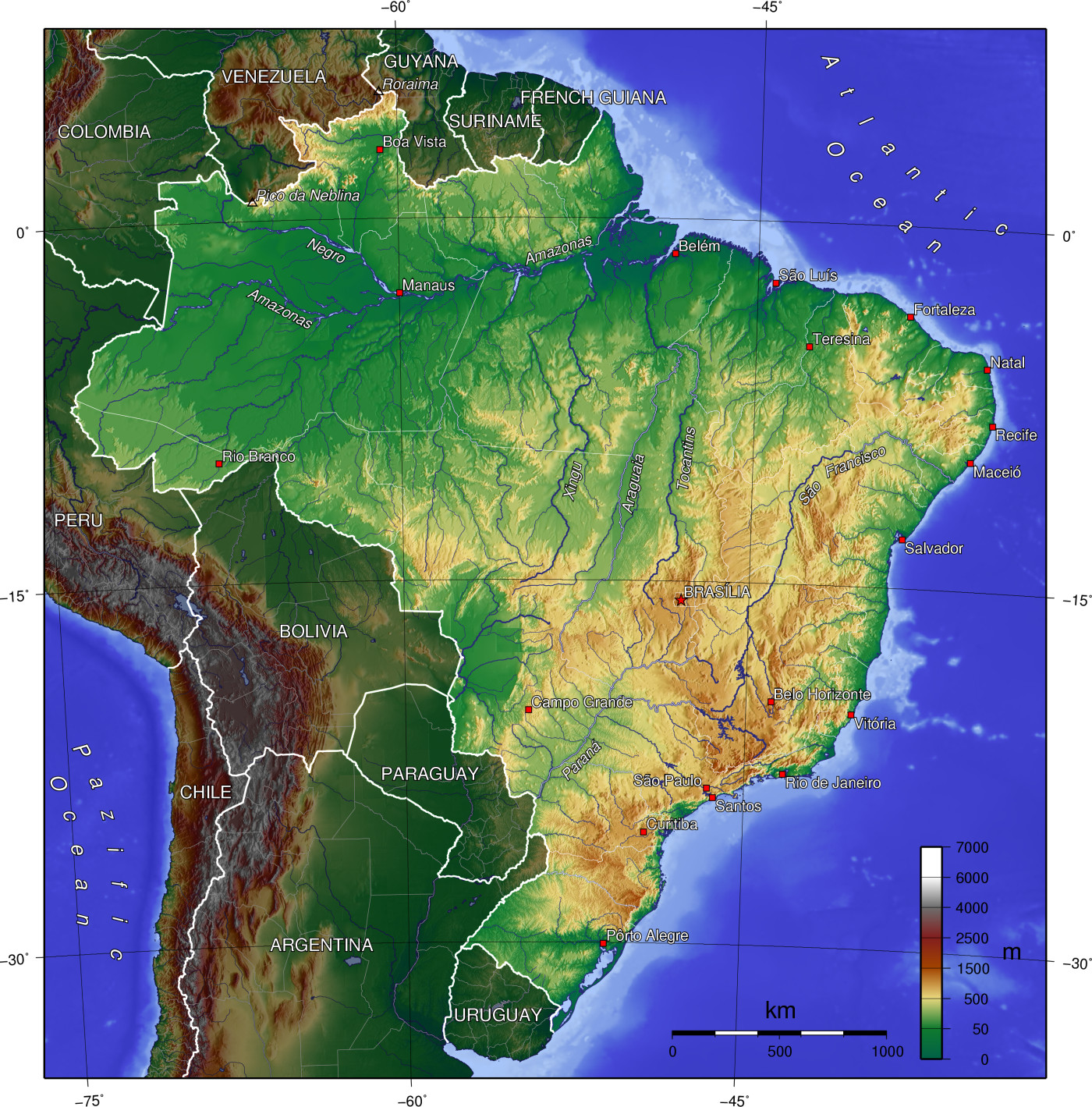
Mapa topográfico de Brasil

La mayor parte del territorio se remonta al periodo precámbrico. Así, las formaciones geológicas han pasado por varias fases erosivas que las han desgastado y dado lugar a las grandes cuencas sedimentarias. Brasil se sitúa en el interior de la Placa sudamericana, que se extiende desde los Andes hasta la dorsal Mesoatlántica.
Los terrenos expuestos más antiguos corresponden a los cratones formados por rocas metamórficas cuya edad se halla entre 2 y 4,5 mil millones de años. El cratón amazónico, dividido entre el escudo guayanés, al norte, y el escudo de Brasil central o Guaporé, presenta predominantemente rocas intrusivas, como granito, junto con depósitos sedimentarios residuales. Destacan, con características similares, el antiguo cratón São Francisco, que se extiende desde Minas Gerais al centro de Bahía, y el cratón Sul-riograndense, que aflora en la Región Sur de Brasil.

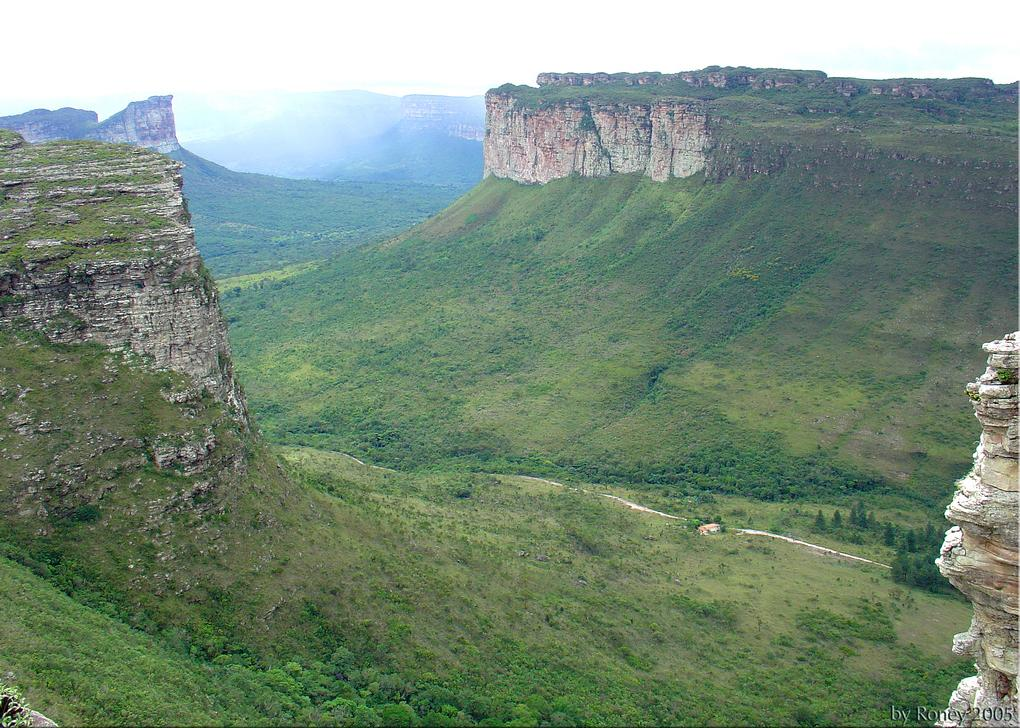
Chapada diamantina, en el estado de Bahía

A lo largo del periodo precámbrico se desarrollan grandes orogénesis de los que surgen tres cadenas montañosas. la primera, u orogénesis del Atlántico, se extiende desde la Región Nordeste al litoral de Río Grande del Sur. En esta áreas, existe una gran complejidad de formaciones estructurales y litológicas, prevaleciendo rocas metamórficas como gneis, migmatita, cuarcita y una mezcla de mica y cuarzo. En este cinturón se encuentran actualmente importantes cadenas montañosas, incluidas las sierras de  Mantiqueira y  Espinhaço, moldeadas por la intemperie, más allá de las fallas. Por su parte, la orogénesis de Brasilia se extiende desde el sur de Tocantins hasta el sudeste de Minas Gerais. En esta región, surgen sierras estrechas y alargadas, a veces con la aparición de chapadas (relieves en cuesta que forman planicies terminadas en acantilados). Entre las principales, destacan la Serra de Canastra y la Serra dos Veadeiros. Finalmente, la orogénesis Paraguai-Araguaia se extiende desde el norte de Goiás hasta el sur de Mato Grosso y resurge al sur del Pantanal, en la Serra do Bodoquena. Está formado por una cadena de sierras originadas por plegamientos antiguos que han estado parcialmente preservados.
El proceso de erosión de los escudos cristalinos ha formado grandes cuencas sedimentarias, de las que las tres principales son la cuenca amazónica, la cuenca del río Parnaíba y la del río Paraná. Los sedimentos se han depositado a lo largo del eón Fanerozoico, en los últimos 600 millones de años, dando origen a diferentes tipos de rocas sedimentarias, como arenisca, limolita y argilita. Especialmente, en la cuenca del Paraná, depósitos de lava ocurridos entre los periodos Jurásico y Cretácico hicieron que lechos de rocas magmáticas se depositasen sobre rocas sedimentarias. Después, procesos de epirogénesis (ascenso lento de un cratón o escudo) provocaron el surgimiento de las cuencas que, a su vez, dieron lugar a los acantilados de las sierras de  Mantiqueira o de Mar. Por esta razón, en el relieve actual se pueden encontrar terrenos sedimentarios con cotas superiores a la de los escudos cristalinos. De esta forma, las cuencas sedimentarias sufrieron un intenso proceso de erosión en los bordes, originando depresiones periféricas. En el periodo Mesozoico, las cuencas recibieron la mayor parte de los sedimentos. En el periodo Cenozoico, se forman depósitos importantes en la parte occidental de la cuenca amazónica y en el litoral de la Región Nordeste (Cenozoico) y, más recientemente, en la llanura del Pantanal y a lo largo del curso de río Amazonas y sus afluentes.

## Recursos minerales

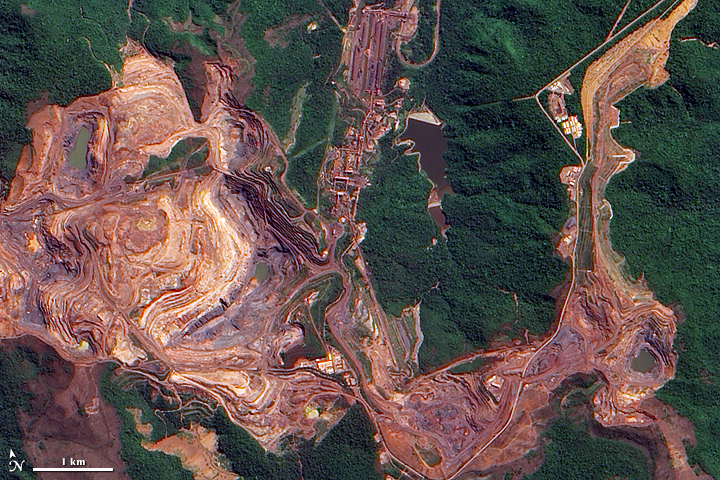
Imagen de satélite de la mina de hierro de Carajás, en 2009, en el estado de Pará.

Brasil tiene una parte considerable de los recursos minerales del mundo y es uno de los principales exportadores, con más de un centenar de sustancias minerales, entre las que destacan la producción de hierro (sobre todo en el Quadrilátero Ferrífero) y niobio, de los cuales es el mayor exportador mundial. También es importante la extracción de caolinita (agroquímicos y construcción), tantalita (el tantalio, para móviles, es parte del coltán), bauxita (aluminio), grafito, amianto, casiterita (estaño), magnesita, vermiculita (aislante), piedras ornamentales, talco, fosfatos y oro.
Las reservas brasileñas de petróleo y gas natural se concentran principalmente en las regiones oceánicas a lo largo del litoral, y cantidades menores en la Amazonia. Recientemente, han sido descubiertas reservas importantes en la capa de presal, la parte de la plataforma continental formada después de la separación de Gondwana por deposición de gruesas capas de evaporitas, cristalización de las sales disueltas en lagos y mares. En la Región Sur se encuentran importantes reservas de carbón, que se destina  sobre todo a alimentar las centrales termoeléctricas del país. La producción de uranio está concentrada en una única mina en Caetité, en Bahía, donde se ha encontrado uraninita, destinada a las centrales nucleares del país (Central nuclear Almirante Álvaro Alberto).

## Edafología

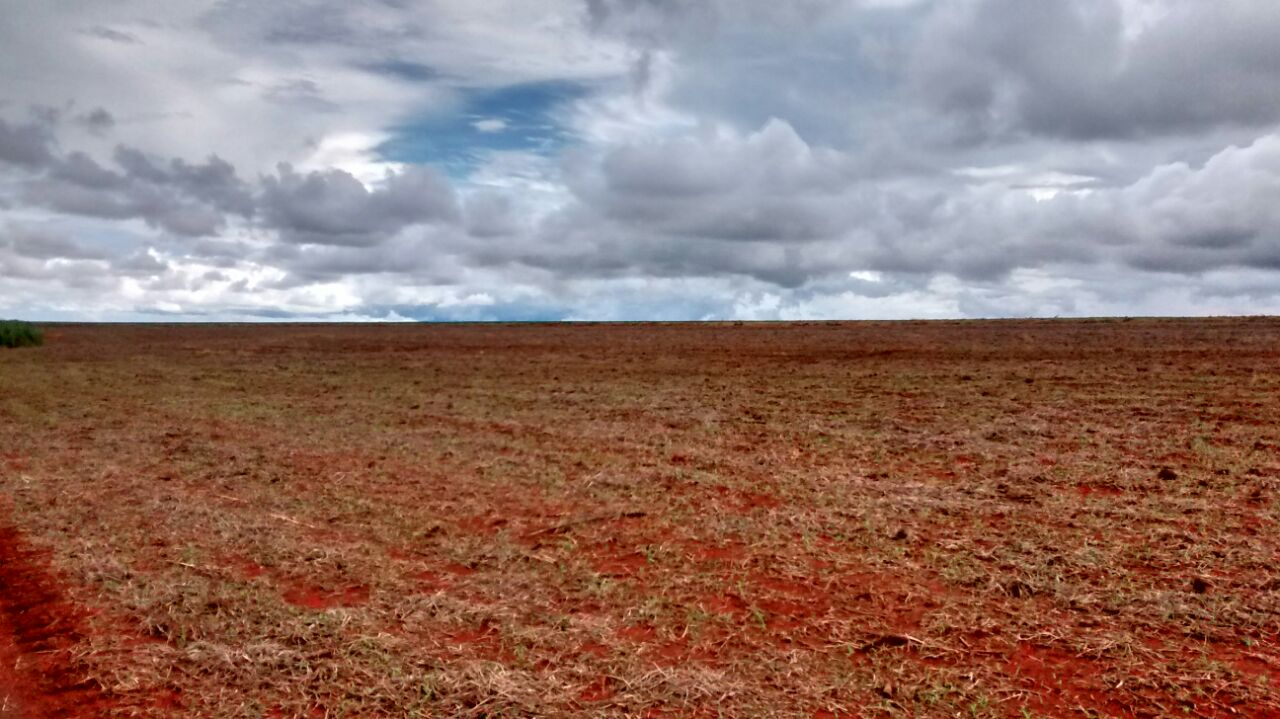
Latisol de Brasil. La tierra roja, rica en hierro y óxidos de aluminio, necesita abonos y calcio para volverse fértil.

Debido a la heterogeneidad de las condiciones geológicas y ambientales del territorio brasileño, se encuentra una gran diversidad de suelos por todo el país. Para sistematizar esta clasificación, se ha creado el Sistema Brasileiro de Classificação de Solos y un sistema taxonómico oficial de clasificación de suelos agrupados en 13 órdenes que incluyen todas las peculiaridades encontradas en el territorio.
Los suelos más representativos del país, con cerca de 3 000 000 km², el 31,5% del territorio, son los latosoles, con un contenido relativamente alto de hierro y óxidos de aluminio, que ocupan una gran extensión por todo el país. Poseen un buen potencial agrícola si se corrigen correctamente con caliza y fertilizantes químicos. También se conocen como oxisoles o ferralsoles, lo que antiguamente se conocía como suelos lateríticos, con alto contenido en hierro y aluminio, cuarzo y arcilla caolinita. De color rojo o amarillo, tienen una capa de humus delgada debida a la vegetación existente y una capa inferior lavada por las lluvias poco fértil encima de la roca madre.
Le siguen los entisoles, que en Brasil se denominan neossolos, suelos poco desarrollados, sin horizontes definidos, que cubren 1 130 776 km², el 13,28% del territorio; hay de muchos tipos, pero suelen estar compuestos de arena, óxido de hierro, óxido de aluminio y caolinita (arcilla). 
Luego están los nitisoles, conocidos en otras clasificaciones como acrisoles y alfisoles y cercanos a los oxisoles, profundos, rojos y bien drenados, con más de un 30% de arcilla, pero que cubren menos de un 1% del país.
Los organosoles, conocidos también como histosoles están formados al menos por un 75% de material orgánico. Actúan como sumidero de carbono, pero son esporádicos en Brasil, aunque hay por todas partes.
Por último, queda la terra preta, un tipo de suelo oscuro y fértil encontrado en la cuenca del río Amazonas, también denominado "tierra negra del Amazonas", muy fértil y desarrollado por los pueblos indígenas a lo largo de miles de años. Está formado por el suelo natural de la región, laterítico, carbón vegetal, fragmentos de cerámica, desechos orgánicos y microorganismos.

## Clima
El clima de Brasil es, en gran parte, tropical, solamente el sur presenta clima subtropical.

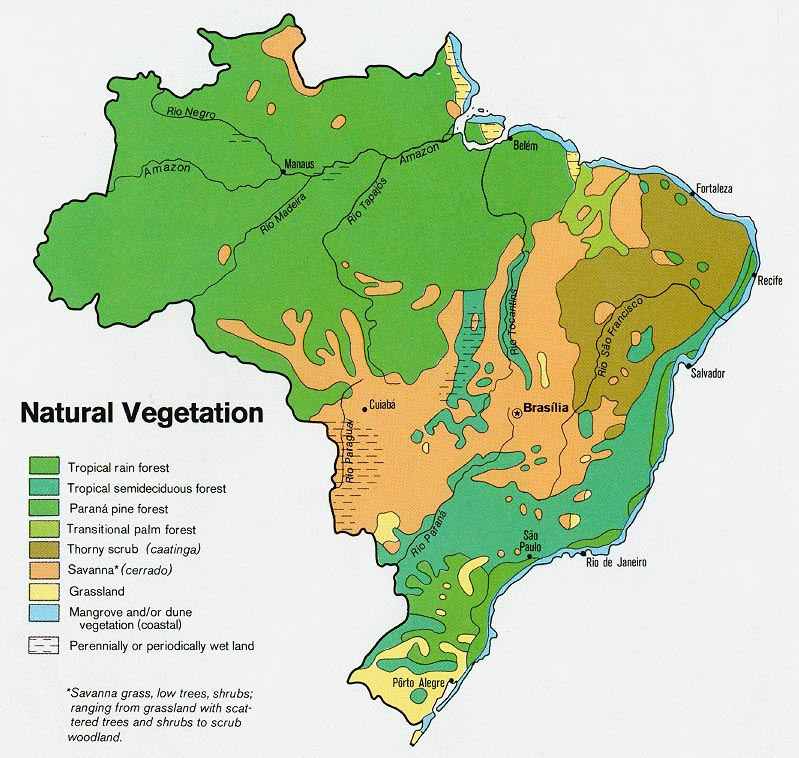
Mapa biogeográfico del Brasil.

- La región norte, que comprende los estados de Amazonas, Acre, Pará, Rondônia, Roraima, Tocantins y Amapá, tiene un clima ecuatorial, que confiere a la región de una buena distribución anual de las lluvias, con temperaturas elevadas, y baja amplitud térmica anual. En Boa Vista, Roraima, en el escudo guayanés, más allá de la selva amazónica, en una zona de sabana y en el hemisferio norte, caen 1650 mm de precipitación anuales en 115 días, con menos de 100 mm de octubre a marzo, solo 20 mm en enero y febrero y más de 300 mm en junio y julio. Las temperaturas, muy cálidas y constantes, oscilan entre los 24-34.oC de octubre y los 22-30.oC de junio y julio. En Manaos, en el estado de Amazonas, en plena selva amazónica, en cambio, las lluvias son más regulares; caen 2.285 mm en 180 días, con poco menos de 100 mm entre julio y septiembre, y más de 200 mm entre septiembre y mayo, con un máximo de 315 mm en marzo y tormentas dos de cada tres días. En Belém, estado de Pará, en la costa, desembocadura sur del río Amazonas, caen 2.725 mm en 215 días, con poco menos de 100 mm en octubre y noviembre, y más de 400 mm en febrero y marzo, con 24 días de lluvia mensuales entre enero y mayo.

- La región nordeste tiene un clima variado pasando del clima ecuatorial (y parte de Piauí) a semiárido (la región de Caatinga, que comprende el corazón de la región nordeste), y tropical, en el centro sur de Bahía. Los estados de la región son Maranhão, Piauí, Bahía, Pernambuco, Ceará, Sergipe, Alagoas, Rio Grande do Norte y Paraíba. En Fortaleza, en el estado de Ceará, caen 1600 mm anuales en 135 días, con una estación seca muy acusada entre agosto y diciembre (10 mm en noviembre), y más de 300 mm en marzo y abril, con temperaturas que oscilan entre los 25-31.oC de octubre a enero, y los 22-30.oC de junio y julio. En Salvador de Bahía, más al sur en la costa central, caen 1.910 mm en 179 días, con menos de 100 mm solo en enero, y más de 200 mm entre abril y julio, con 20 días de lluvia cada mes. Las temperaturas oscilan entre 21-26.oC de julio y agosto y los 24-30.oC de enero a marzo.

- La región centro-oeste, que comprende los estados de Mato Grosso, Mato Grosso do Sul y Goiás, además del Distrito Federal, presenta un clima semi-húmedo, con un importante periodo de lluvias, que alimenta el Pantanal Mato-Grossense. En Brasilia caen 1.550 mm en 133 días, con menos de 20 mm entre junio y agosto, muy secos, y más de 200 mm entre noviembre y enero. Al hallarse a más de 1000 m de altitud, las temperaturas son más frescas, entre 13-25.oC de junio y julio, y los 18-27.oC de noviembre y diciembre.

Mapa de Köppen del clima de Brasil. En azul oscuro, clima ecuatorial; en azul medio, monzónico; en azul claro, de sabana tropical; en rojo, desierto cálido; en calabaza, cálido semiárido; los tonos verdes corresponden a clima subtropical y oceánico.

- La región Sudeste, compuesta por los estados de Minas Gerais, São Paulo, Río de Janeiro y Espírito Santo, comprende en las regiones más altas, un clima tropical agradable, con las cuatro estaciones bien definidas. Ya en el oeste y noroeste del estado de São Paulo y en el Triângulo Mineiro predomina el tiempo tropical semi-húmedo semejante al clima serrano del centro-oeste. En Río de Janeiro caen 1070 mm en 93 días, con menos de 50 mm entre junio y agosto y más de 100 mm entre diciembre y marzo. Las temperaturas oscilan entre los 18-25.oC de julio y los 24-30.oC de febrero. Al ser hemisferio sur, las estaciones son opuestas a las del norte del país, y la mejor época para visitarlo es de mayo a octubre.[11] En São Paulo caen 1.455 mm en 134 días, con menos de 50 mm en julio y agosto y más de 200 mm entre diciembre y febrero. Lejos del ecuador hacia el sur y a 760 m de altitud, las temperaturas son más frescas. entre los 12-22.oC de junio y julio, el invierno local, y los 19-28.oC de febrero, en plenas lluvias.

- La región sur del país tiene un clima subtropical, con temperaturas bajas en las sierras gaúchas y catarinenses, siendo común la ocurrencia de heladas en la región durante los inviernos. Así como, la formación de nieve en años muy fríos. Está compuesta por los estados de Santa Catarina, Paraná y Río Grande del Sur. En Florianópolis, en la costa, caen 1.520 mm en 120 días, muy regularmente repartidas, con en torno a 100 mm entre abril y agosto y más de 150 mm entre enero y marzo. Las temperaturas entre los 13-20.oC de julio y los 22-28.oC de febrero. En el extremo sur, en Porto Alegre, caen 1.425 mm repartidos entre 90 mm en marzo y poco más de 100 mm los demás meses del años, con una media de 9 días de lluvia, pero las temperaturas indican que las estaciones ya están bien definidas, entre los 11-19.oC de julio y los 21-30.oC de enero.

- Depende de la altitud y latitud de la zona: desde la aridez del interior, al clima tropical del amazonas y de las regiones de la costa oriental. En general, puede decirse que es predominantemente tropical. Es un país húmedo, de climatología cambiante, especialmente al sur. La temporada de lluvias depende de la región: de enero a abril en el norte; de abril a julio en el noreste; y de noviembre a marzo en las regiones de Río y São Paulo.

## Biodiversidad

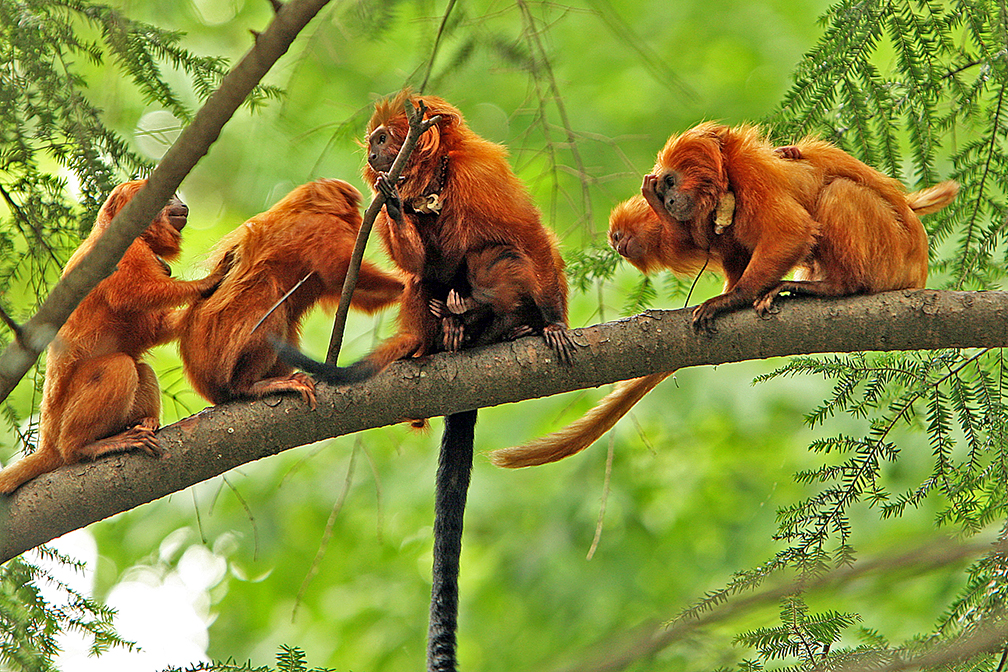
El tamarino león dorado es una especie endémica de Brasil

Se estima que en Brasil se encuentran dos millones de especies de microorganismos, plantas y animales, que corresponden a entre un 10 y un 30 % de todos los seres vivos de la Tierra, aunque muchos de ellos no han sido descritos todavía por la ciencia. Brasil se encuentra dentro de la región biogeográfica neotropical, aunque solo el 16% del territorio se encuentra protegido en más de 1600 áreas distribuidas por el país.

### Flora

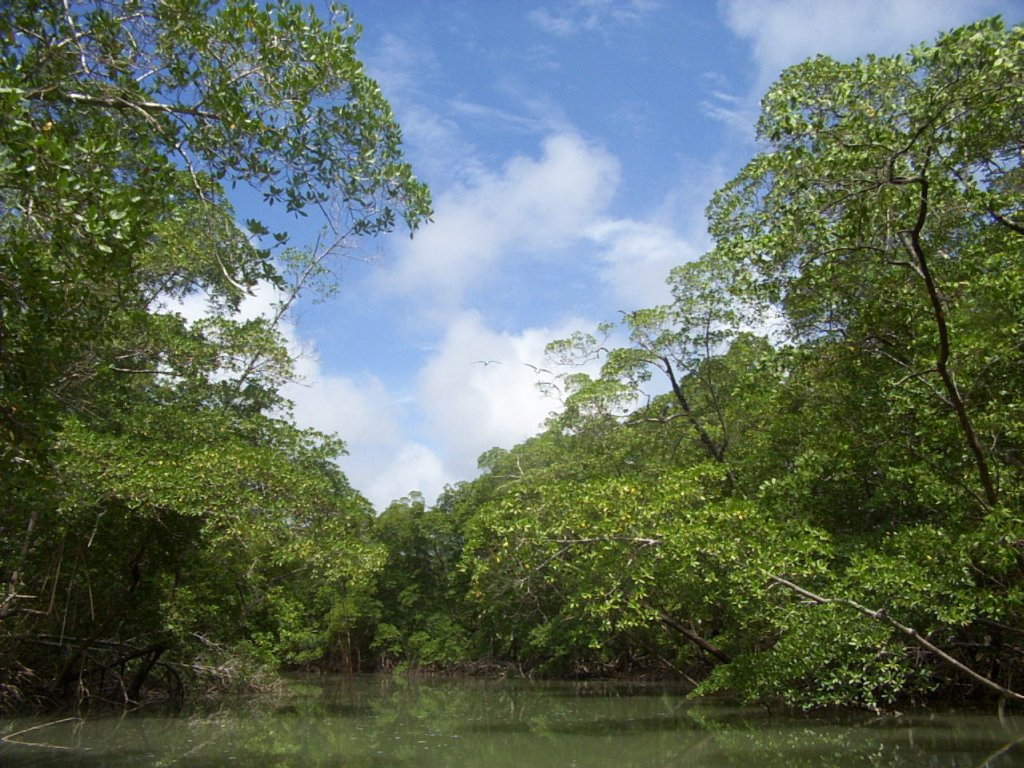
El Amazonas, la mayor riqueza forestal del Brasil.

La Amazonia representa uno de los dominios fitogeográficos más importantes del mundo, pero el paisaje de Brasil está sufriendo serias devastaciones, disminuyendo su extensión territorial y su biodiversidad.
El Amazonas, desde hace mucho tiempo, sufre incendios, efectivos para prácticas agrícolas, a pesar de que su suelo no debe ser adecuado a tales actividades. Con los incendios, las lluvias, que son constantes en la región, terminan dañando intensamente el suelo (antes protegido por los árboles), que consecuentemente, sufre una disminución en sus nutrientes, perdiendo el humus, importante para la fertilidad de la vegetación. Intensa deforestación también es realizada en la región para minería y para la extracción de madera. 
También la Mata Atlántica, impropia para la agricultura y para la crianza de ganados, sufre agresiones, principalmente en la caza y pesca depredadora, así como con la polución industrial.

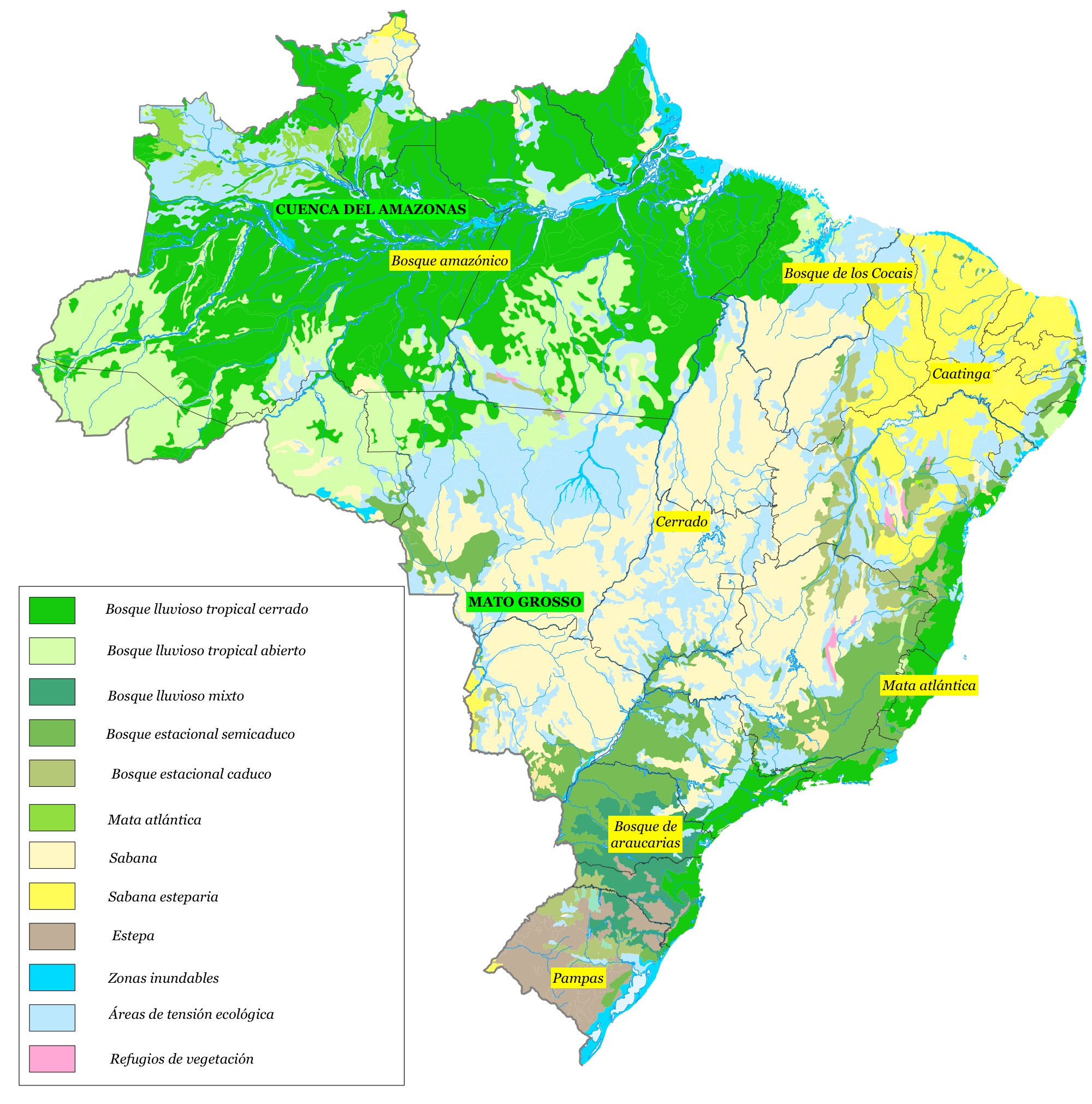
Mapa de vegetación de Brasil

En la Amazonia, el tipo de vegetación viene determinado por el régimen de inundaciones. El bosque de tierra firme, más del 90% de la superficie forestal, se sitúe en áreas que normalmente no quedan cubiertas por las aguas. Está representada por los grandes árboles, de hasta 60 m de altura y una densa vegetación. El bosque de igapó, por otro lado, se encuentra en zonas siempre inundadas, donde los árboles son más bajos y de densa ramificación. Entre estas áreas está el bosque de várzea, donde las inundaciones ocurren estacionalmente.
La zona central de Brasil está cubierta por sabanas, que forman el bioma del cerrado. Se caracteriza por la gran variedad de paisajes, desde formaciones herbáceas hasta arboledas, en función del área sobre la que se extiende, o la pobreza en nutrientes del suelo. El cerrado arbóreo está formado por árboles bajos, espaciados y tortuosos, con raíces profundas para la captura de agua, incluso aunque no haya escasez. La tala y quema se realiza a pequeña escala para controlar el equilibrio ecológico del bioma, al permitir el control de las gramíneas y el brote de los árboles.
En el nordeste brasileño, donde llueve menos, se encuentra la caatinga, cuyo nombre proviene del tupí y significa bosque blanco, una región de árboles dispersos, caducos, que viven durante un corto periodo de lluvias y padecen un largo periodo de sequía, una especie de chaparral semiárido. A pesar de las condiciones ambientales, la variedad de especies del sertão o sertón es muy grande, con predominio del bosque húmedo caduco o estacional (mata seca), y una zona de transición entre la selva amazónica y la caatinga, que da lugar un tipo de ecorregión denominada agreste y a otro conocido como mata dos Cocais, en los estados de Maranhão, Piauí, Ceará, Pará y el norte del Tocantins, formado por abundancia de palmeras, sobre todo la palma babasú y la carnaúba en áreas más secas.

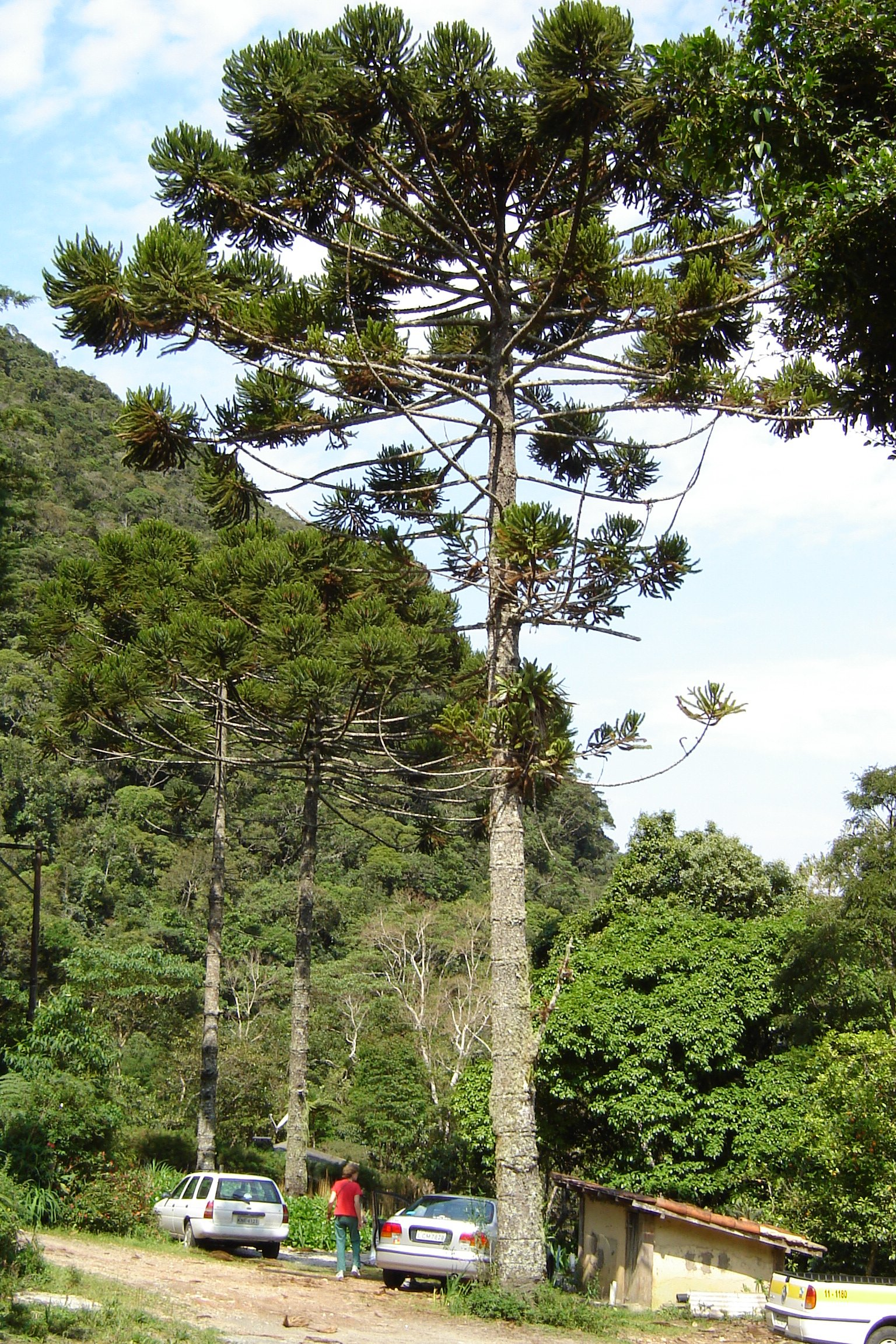
Pino del Paraná, cerca de Río de Janeiro, en Brasil.

A lo largo del litoral, la humedad procedente del océano permite la formación de la mata atlántica, un bosque denso, de árboles altos, desde Rio Grande do Norte a Rio Grande do Sul. El acusado relieve sobre el que crece el bosque permite una gran diversidad de vegetación adaptada a la altitud. De todos modos, solo subsiste un 8% de la vegetación original, en las serras do Mar y Mantiqueira, debido a la deforestación ocurrida durante la colonización. En transición entre los ambientes marino y terrestre se encuentra una zona de manglares que se extiende a lo largo de todo el litoral brasileño, entre el norte de Amapá y Santa Catarina.
En las zonas altas del sur, el bosque de araucarias domina el paisaje, coníferas adaptadas sl clima húmedo y fresco, dominada por diferentes tipos de araucaria, como el pino Paraná, que varían según la altitud. Finalmente, aparecen grandes extensiones de vegetación herbácea, en especial en Río Grande del Sur, donde forman las pampas, una zona de pastos que cubren las colinas  y las zonas costeras del extremo sur. En el interior, la llanura de inundación del Pantanal, donde se da un gran mosaico de vegetación típica del cerrados, bosques y vegetación higrófila.

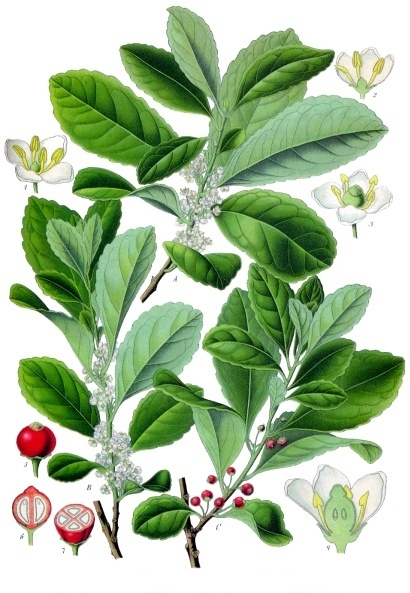
Yerba mate, en el sur de Brasil.

#### Recursos vegetales
La flora de Brasil es una de las más variadas del mundo. En todas las regiones se encuentran plantas de valor comercial. En la selva amazónica destacan la seringueira o árbol del caucho, la castaña del Brasil o coquito, la caoba, el guaraná, el palo de rosa y otras especies. El babasú se encuentra en la zona de transición hacia el sertón, donde destacan la carnaúba, Schinopsis brasiliensis, la aroeira, el cactus Pilosocereus polygonus, el umbú y otros. En la mata atlántica destacan la jacarandá de Brasil, el cedro y Aspidosperma spruceanum. En el sur del país se encuentran el pino del Paraná, la imbula, Tabebuia chrysotricha y la yerba mate.

### Fauna

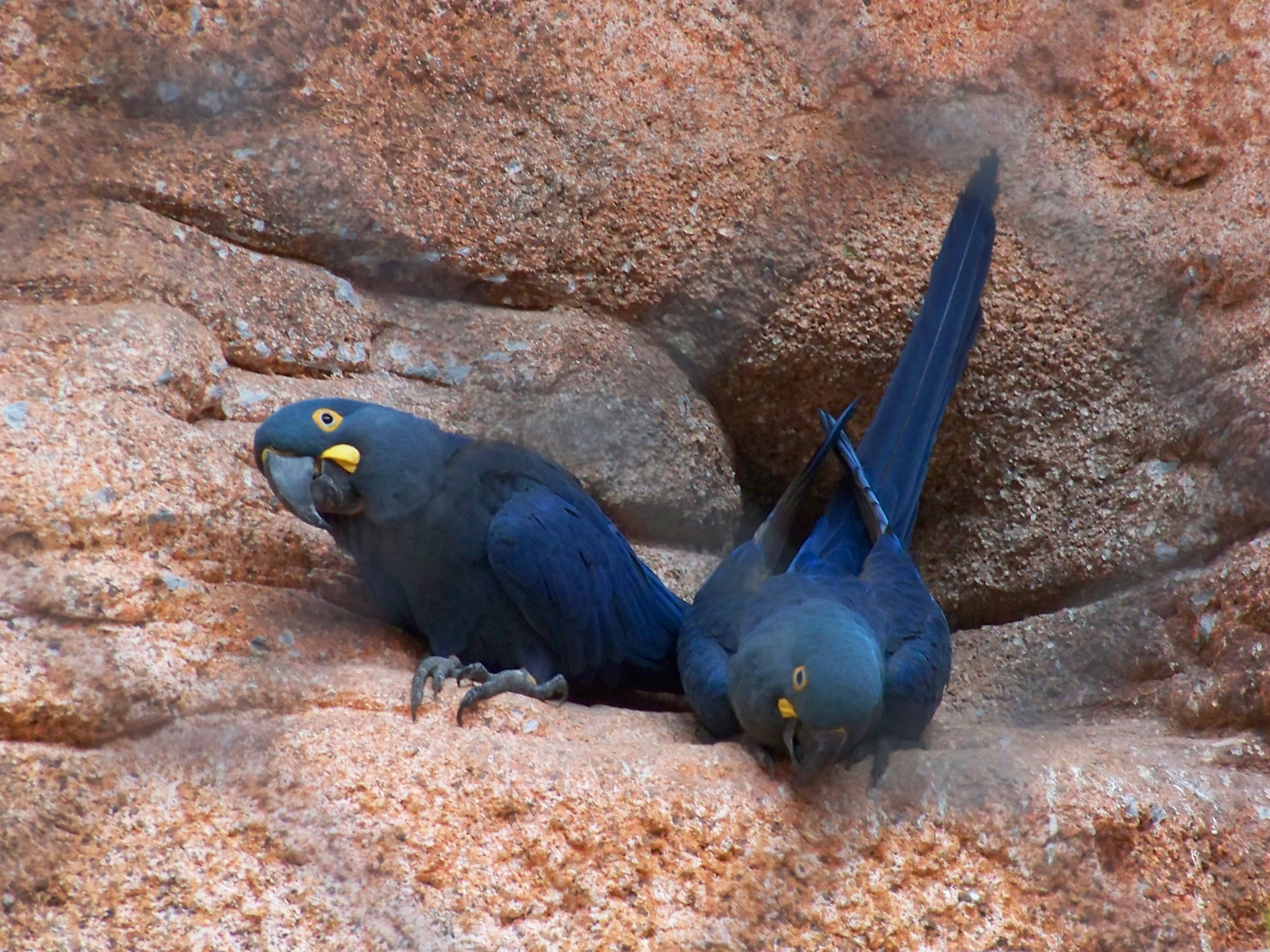
Guacamayo de Lear, especie endémica de Brasil.

La gran variedad de hábitats naturales de Brasil abarca una de las mayores diversidades de especies de todo el mundo. En 2008, una de cada once especies conocidas de la Tierra estaba registrada en Brasil, que contaba en aquel año con 522 especies de mamíferos, además de una de cada seis especies de aves, con un total de 1622 registradas en el país; una de cada 15 especies de reptiles, con 468 especies registradas, y una de cada 8 especies de anfibios con 516 especies. Por otro lado, se conocían entonces 68 especies endémicas de mamíferos, 191 especies endémicas de aves, 172 de reptiles y 294 de anfibios. En contrapartida, en 2014 había 1.173 amenazadas de extinción por la reducción de hábitats. En 2017, la deforestación de la Amazonia aumentó en un 14%, unos 7900 km² en un año.

## Litoral

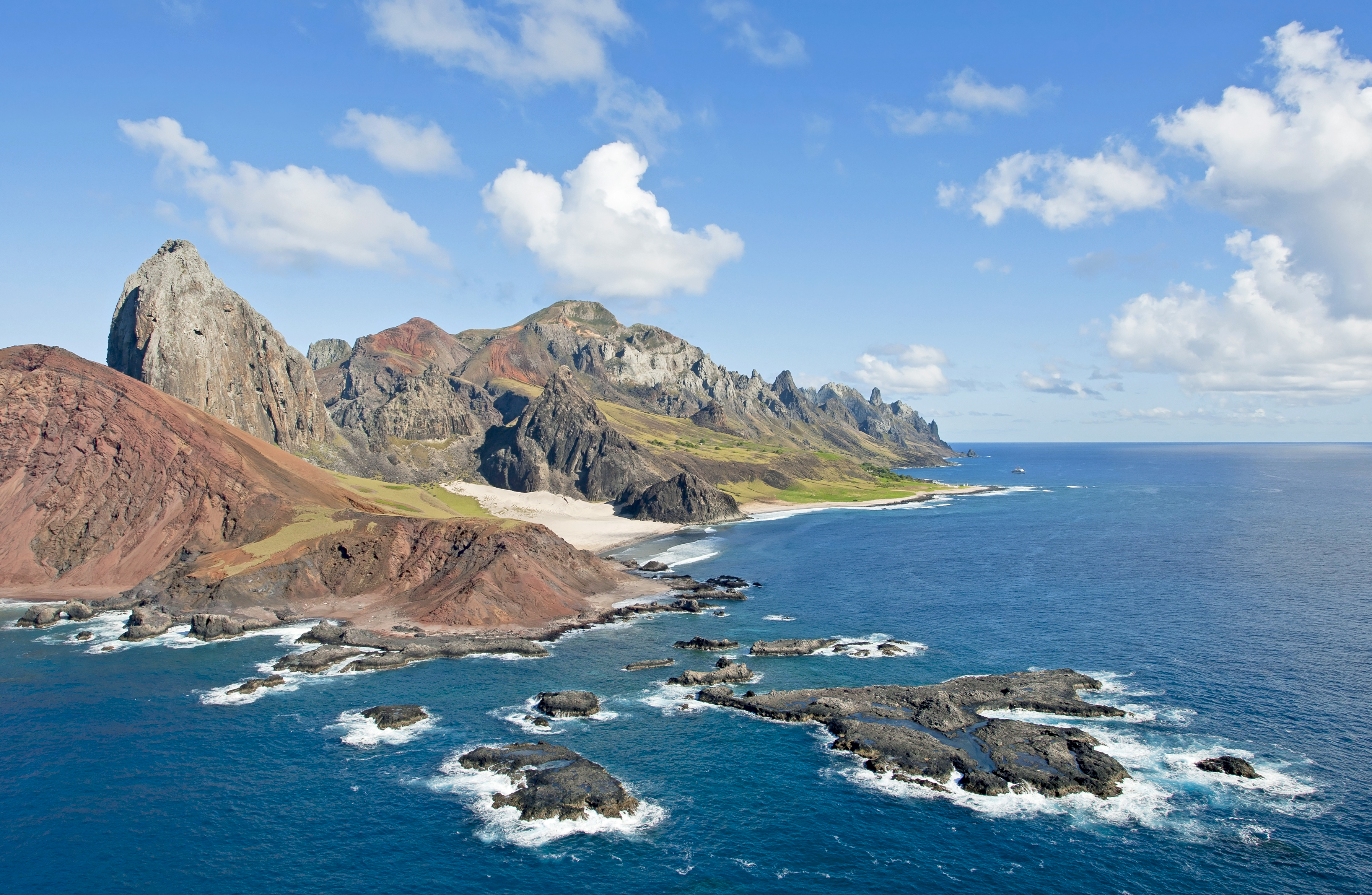
Islas de Trinidad y Martín Vaz

El litoral de Brasil está bañado, exclusivamente, por el océano Atlántico, un tramo del litoral sudamericano en general poco recortado que va desde el cabo Orange, en el norte, hasta el arroyo Chuy, en el sur, una longitud de 7.491 km —que aumenta hasta los 9.198 km si se consideran los salientes y entrantes costeros— que lo convierte en el 15.º litoral nacional más largo del mundo.
De los 26 estados brasileños nueve no tienen litoral, así como tampoco el Distrito Federal. La mayoría de los 17 estados costeros tienen sus capitales situadas cerca de la costa, salvo Porto Alegre (Río Grande del Sur), Curitiba (Paraná), São Paulo (São Paulo), Teresina (Piauí), Belém (Pará) y Macapá (Amapá). Porto Alegre, Belém y Macapá se encuentran emplazadas cerca de grandes ríos navegables, accesibles por ello desde el litoral.
La zona del litoral tiene un ancho variable, desde los 300 km en la región norte ecuatorial, disminuyendo a 170 km en Ceará, a 50 km en el cabo de São Roque, a 30 km en Bahía y sigue al sur con un promedio de 100 a 170 km hasta la barra de Chuy. Las profundidades son pequeñas, de aproximadamente 20 metros y se corresponden con el relieve de la plataforma continental. A lo largo de la costa se alternan litorales rectilíneos, con bahías, playas, dunas, manglares y restingas, con zonas escarpadas y abruptas, con arrecifes y acantilados y otras formaciones menores. Las playas brasileñas (2.095 en total) son famosas en el mundo y reciben un gran número de turistas.
La mayoría de las islas de Brasil son islas muy próximas a la costa, de la que las separan estrechos pasajes y canales. Muchas suelen estar en las desembocaduras de los ríos, formadas por los grandes aportes sedimentarios, siendo destacable el gran archipiélago de Marajó, en la boca del Amazonas. Apenas hay islas separadas del litoral, en todo caso grupos de pequeñas islas, como el atolón de las Rocas y archipiélago Fernando de Noronha (a 260 km y 360 km respectivamente de Natal) y Trinidad y Martín Vaz (a 1.150 km de Vitória).
Una famosa expresión en Brasil es «do Oiapoque ao Chuí», que significa desde el extremo sur al extremo norte del país. Sin embargo, actualmente el verdadero punto más al norte del país es el monte Caburaí, en el interior, en el estado de Roraima, mientras que el punto más al sur se encuentra en Santa Vitória do Palmar.

### Islas oceánicas
En su mayoría, las islas brasileñas son costeras, situadas junto al litoral o apoyadas en la plataforma costera, pero también hay islas oceánicas distantes y apoyadas en la dorsal atlántica. De estas, cinco perteneces a Brasil.
- Archipiélago de Fernando de Noroña
- Trinidad y Martín Vaz
- Archipiélago de San Pedro y San Pablo
- Atolón de las Rocas
- Archipiélago de Abrojos

## Hidrografía

Cuencas hidrográficas.

De acuerdo con los órganos gubernamentales, existen en Brasil trece grandes cuencas hidrográficas, de las cuales siete llevan el nombre de sus ríos principales. Amazonas (la más caudalosa del mundo), Paraná, Tocantins, São Francisco, Paranaíba, Paraguay y Uruguay; las demás son grupos de varios ríos, no teniendo uno como principal afluente, por eso son llamadas cuencas agrupadas. 
Las siete cuencas principales de Brasil, según el anuario estadístico de 1992 son:
- Cuenca del Amazonas

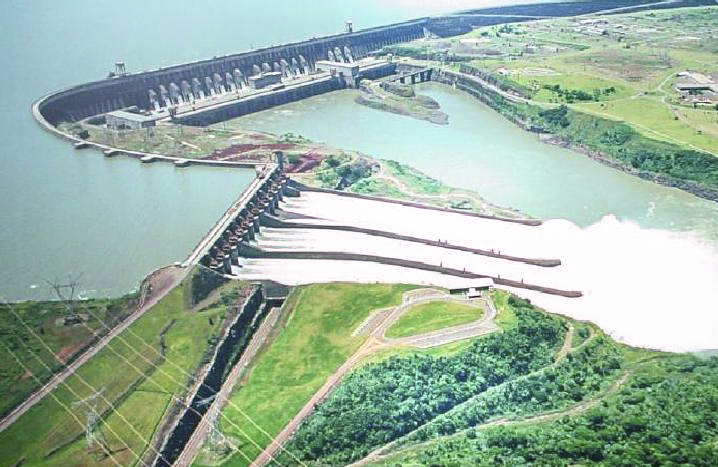
Central hidroeléctrica y presa de Itaipú, la más grande del mundo.

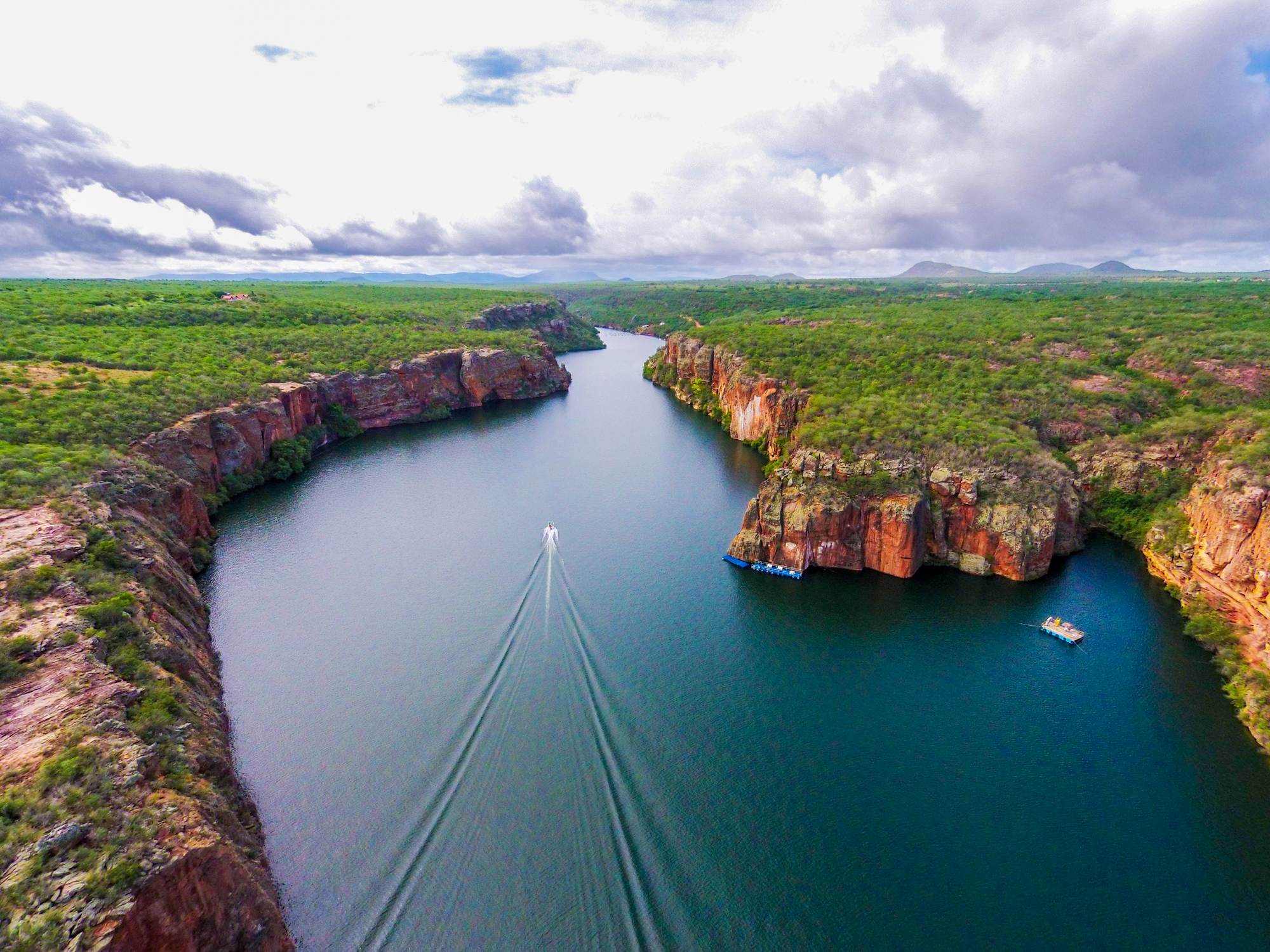
Cañón del río São Francisco en Canindé de São Francisco, donde separa los estados de Alagoas y Sergipe.

- Cuenca del Tocantins-Araguaia. El río Tocantins, principal de la cuenca, nace en el centro de Goiás y desemboca al sur de la boca del Amazonas, en Pará. En su curso, recibe al río Araguaia, que se divide en dos brazos dando lugar al río Javaés; entre ambos, forman la isla del Bananal, en Tocantins que, con sus 20 000 km² es la isla fluvial más grande del mundo. Es navegable en muchos trechos y es la tercera cuenca en potencial eléctrico. Aquí se encuentra la presa de Tucuruí, que produce 8.125 MW. Otros afluentes son el  Itacaiúnas y el Crixá-Açu.

- Cuenca del Plata. Está formada por tres subcuencas: las de los ríos  Paraná,  Paraguay y  Uruguay. La cuenca sedimentaria del Paraná forma una amplia región geológica de casi 1 500 000 km² al sur de Brasil que contiene casi por completo la cuenca del río Paraná.
  - Cuenca del Paraná: es la más extensa, con más de 10% del territorio nacional; posee el mayor potencial hidroeléctrico de Brasil, con centrales en  Itaipú (14.000 MW),  Jupiá (1.550 MW) y Ilha Solteira (3.444 MW) en el río Paraná; Furnas, en el Río Grande, y  Capivara, en el río Paranapanema. Otros afluentes son el río Paranaíba, el río Tieté y el río Iguazú.
  - Cuenca del río Paraguay: comprende un único río de gran tamaño, el río Paraguay, que posee más de 2000 km de longitud, de los que 1400 km se hallan en Brasil; es un río de llanura, bastante navegable, con los puertos principales en Porto Geral y Porto Murtinho. Entre sus afluentes, el río Miranda, y el río Cuiabá, con su afluente el río São Lourenço.
  - Cuenca del río Uruguay: está formada por los ríos Canoas y Pelotas, que al unirse forman el río Uruguay. Otro afluentes son el  Chapecó junto con el  Chapecozinho, el Passo Fundo, el do Peixe y el da Várzea.

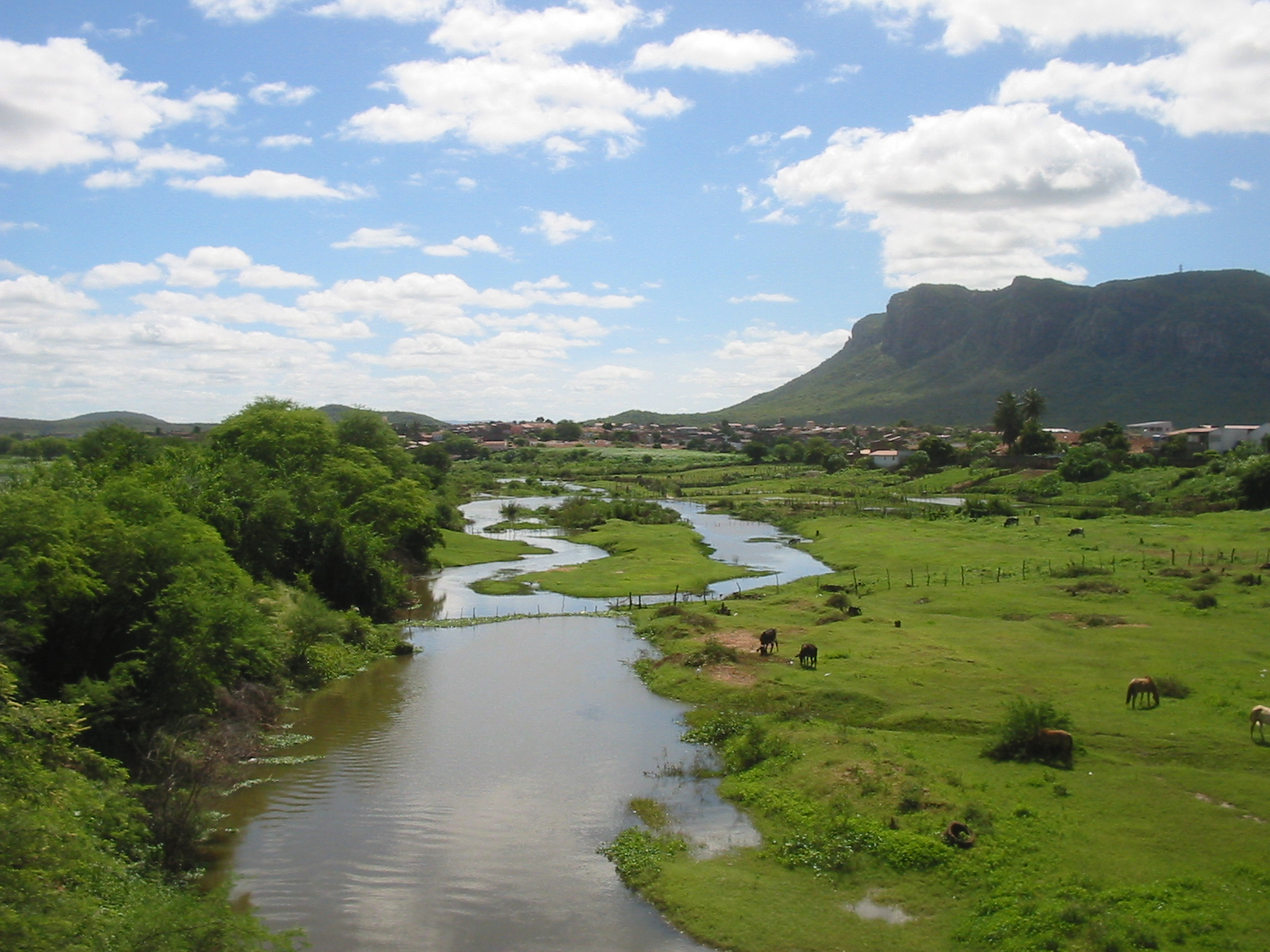
Río Pajeú, en su travesía por la serra Talhada.

- Cuencas del Atlántico Nordeste. Están formadas por los ríos del sertão nodestino, la mayoría de los cuales son de cauce temporal y se secan determinadas épocas del año. Podría dividirse en tres subcuencas:
  - Cuenca del Atlántico Nordeste occidental,[20] (274 300 km²), en Maranhao y una pequeña parte del Pará, con los ríos Gurupi,  Turiaçu,  Pericumã,  Itapecuru y Mearim (con sus afluentes, el Pindaré y el Grajaú);
  - Cuenca del río Parnaíba (344 112 km²), que tiene cerca de 1400 km de longitud y sirve de límite natural entre los estados de Piauí y Maranhão. Entre sus afluentes destacan los ríos Das Balsas,  Gurgueia y Uruçuí-Preto.
  - Cuenca del Atlántico Nordeste oriental (286 800 km²), en Ceará, con una decena de pequeñas cuencas costeras. Destacan los ríos  Acaraú, Jaguaribe, Salgado, Piranhas-Açu, Potenji,  Capibaribe,  Banabuiú y  Cariús.

- Cuenca del São Francisco. Además de ser navegable a lo largo de 2000 km, el río São Francisco posee también un gran potencial hidroeléctrico. destacan las centrales hidroeléctricas de Três Marias (396 MW), Paulo Afonso (4.280 MW) y  Sobradinho (1.050 MW). El São Francisco, junto con sus afluentes, el Pajeú, el Das Velhas, el  Abaeté y el  Carinhanha, entre otros, ha desempeñado un importante papel en el poblamiento del sertão nordestino, importante para el traslado del cuero de la región, además de para la agricultura en sus márgenes y el regadío en regiones distantes.

- Cuencas del Atlántico este. Está formada por los ríos que descienden de las sierras atlánticas en dirección al océano, entre Sergipe, en Bahía, el nordeste de Minas Gerais y el norte de Espíritu Santo. Destacan los ríos Pardo, de Contas,  Paraguazú, São Mateus,  Jequitinhonha y Mucuri.

- Cuenca del Atlántico Sudeste y Sur. Formada por los ríos que corren en dirección oeste-este, desde las sierras y mesetas hasta el océano. Destacan en la cuenca sudeste los ríos Ribeira de Iguape, Doce y Paraíba do Sul, y en la cuenca sur los ríos Itajaí-Açu, Yacuí y Camaquã.

Su principal uso es utilizado para la generación de energía eléctrica y para el transporte de cargas y personas. El potencial hidrográfico es también utilizado para el riego artificial, la navegación turística, la pesca y extracción de arena.

## Recursos naturales
Brasil es rico en minería, como diamantes, oro, hierro, magnesio, níquel, fósforo, plata, uranio. Produce el 80% del petróleo que consume.

## División política
Brasil está dividido en estados y territorios. Los estados tienen administración independiente y soberana, sometidos a la constitución brasileña, y al código de leyes brasileñas como a su propia constitución estatal. 
Actualmente Brasil está dividido en 26 estados y un Distrito Federal, agrupados en cinco regiones (población según el censo 2000):
| Estado               | Sigla | Región       | Capital        | Población  |
| -------------------- | ----- | ------------ | -------------- | ---------- |
| Acre                 | AC    | Norte        | Rio Branco     | 557.526    |
| Alagoas              | AL    | Nordeste     | Maceió         | 2.822.621  |
| Amapá                | AP    | Norte        | Macapá         | 477.032    |
| Amazonas             | AM    | Norte        | Manaos         | 2.812.557  |
| Bahía                | BA    | Nordeste     | Salvador       | 13.070.250 |
| Ceará                | CE    | Nordeste     | Fortaleza      | 7.430.661  |
| Distrito Federal     | DF    | Centro-Oeste | Brasilia       | 2.051.146  |
| Espírito Santo       | ES    | Sudeste      | Vitória        | 3.097.232  |
| Goiás                | GO    | Centro-Oeste | Goiânia        | 5.003.228  |
| Maranhão             | MA    | Nordeste     | São Luís       | 5.651.475  |
| Mato Grosso          | MT    | Centro-Oeste | Cuiabá         | 2.504.353  |
| Mato Grosso del Sur  | MS    | Centro-Oeste | Campo Grande   | 2.078.001  |
| Minas Gerais         | MG    | Sudeste      | Belo Horizonte | 17.891.494 |
| Pará                 | PA    | Norte        | Belém          | 6.192.307  |
| Paraíba              | PB    | Nordeste     | João Pessoa    | 3.443.825  |
| Paraná               | PR    | Sur          | Curitiba       | 9.563.458  |
| Pernambuco           | PE    | Nordeste     | Recife         | 7.918.344  |
| Piauí                | PI    | Nordeste     | Teresina       | 2.843.278  |
| Río de Janeiro       | RJ    | Sudeste      | Río de Janeiro | 14.391.282 |
| Río Grande del Norte | RN    | Nordeste     | Natal          | 2.776.782  |
| Río Grande del Sur   | RS    | Sur          | Porto Alegre   | 10.187.798 |
| Rondonia             | RO    | Norte        | Porto Velho    | 1.379.787  |
| Roraima              | RR    | Norte        | Boa Vista      | 324.397    |
| Santa Catarina       | SC    | Sur          | Florianópolis  | 5.356.360  |
| São Paulo            | SP    | Sudeste      | São Paulo      | 37.032.403 |
| Sergipe              | SE    | Nordeste     | Aracaju        | 1.784.475  |
| Tocantins            | TO    | Norte        | Palmas         | 1.157.098  |

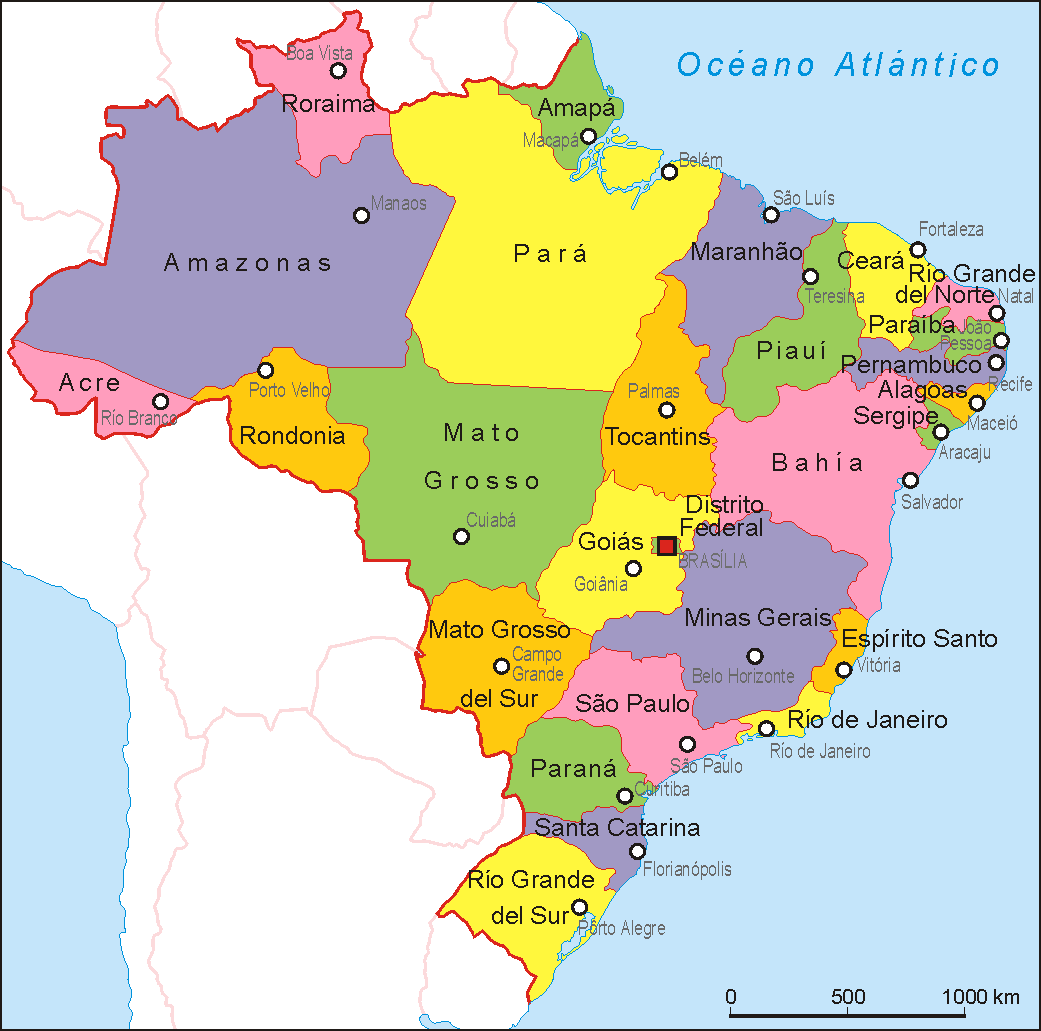
Estados de Brasil.

Los estados poseen autonomía, pero no soberanía. Solamente la República Federativa de Brasil posee soberanía.

## Áreas protegidas de Brasil
Según la IUCN hay 2.299 áreas protegida en Brasil, 2 509 321 km², el 29,42% del territorio, y 977 793 km² de áreas marinas, el 26,62% de los 3 672 584 km² que pertenecen al país. De estas, 7 son patrimonios de la humanidad, 6 son reservas de la biosfera de la Unesco y 25 son sitios Ramsar. Además, hay 55 refugios naturales, 345 parques, 93 estaciones ecológicas, 88 reservas extractivas, 96 bosques, 426 reservas patrimonio privadas, 708 áreas indígenas, 42 área de interés relevante ecológico, 41 monumentos naturales, 19 reservas indígenas, 37 reservas de desarrollo sostenible, 55 reservas biológicas y 255 áreas de protección medioambiental.

### Sitios Ramsar

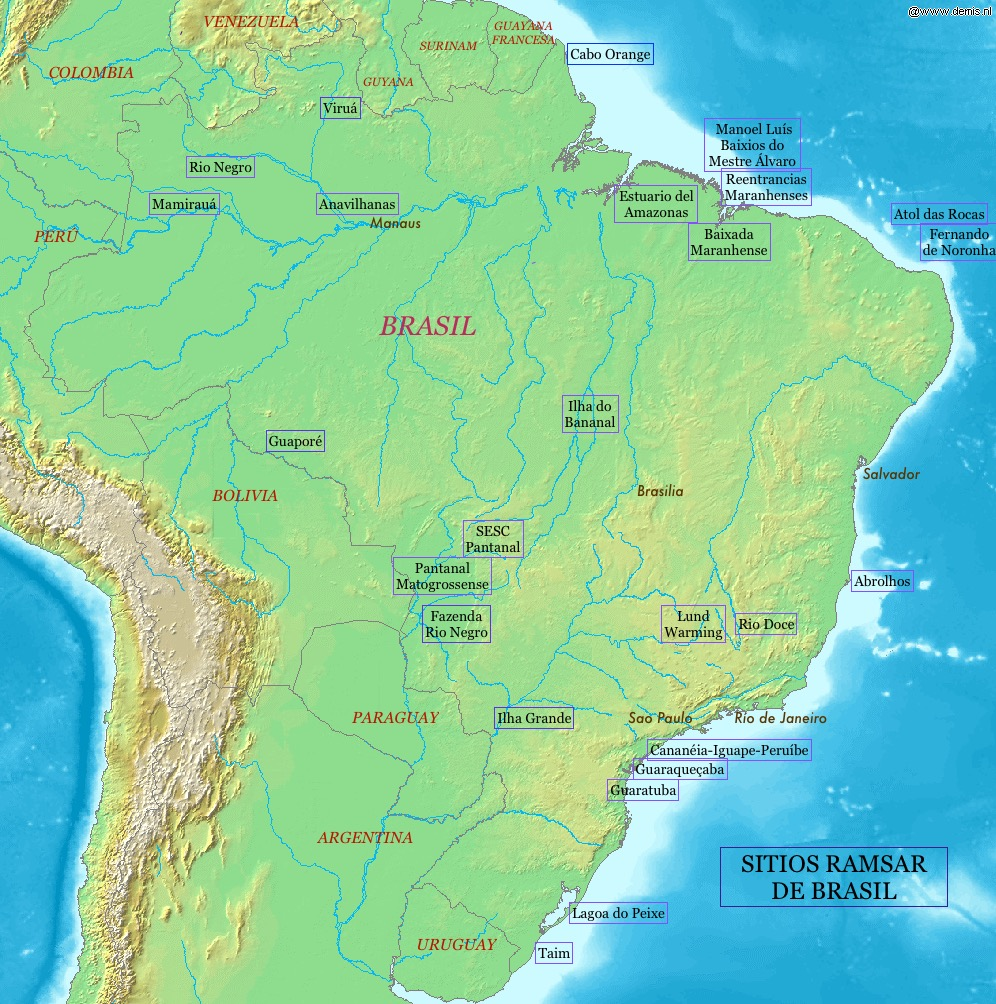
Sitios Ramsar de Brasil

Los 25 sitios Ramsar de Brasil cubren un total de 24.646.410 ha.

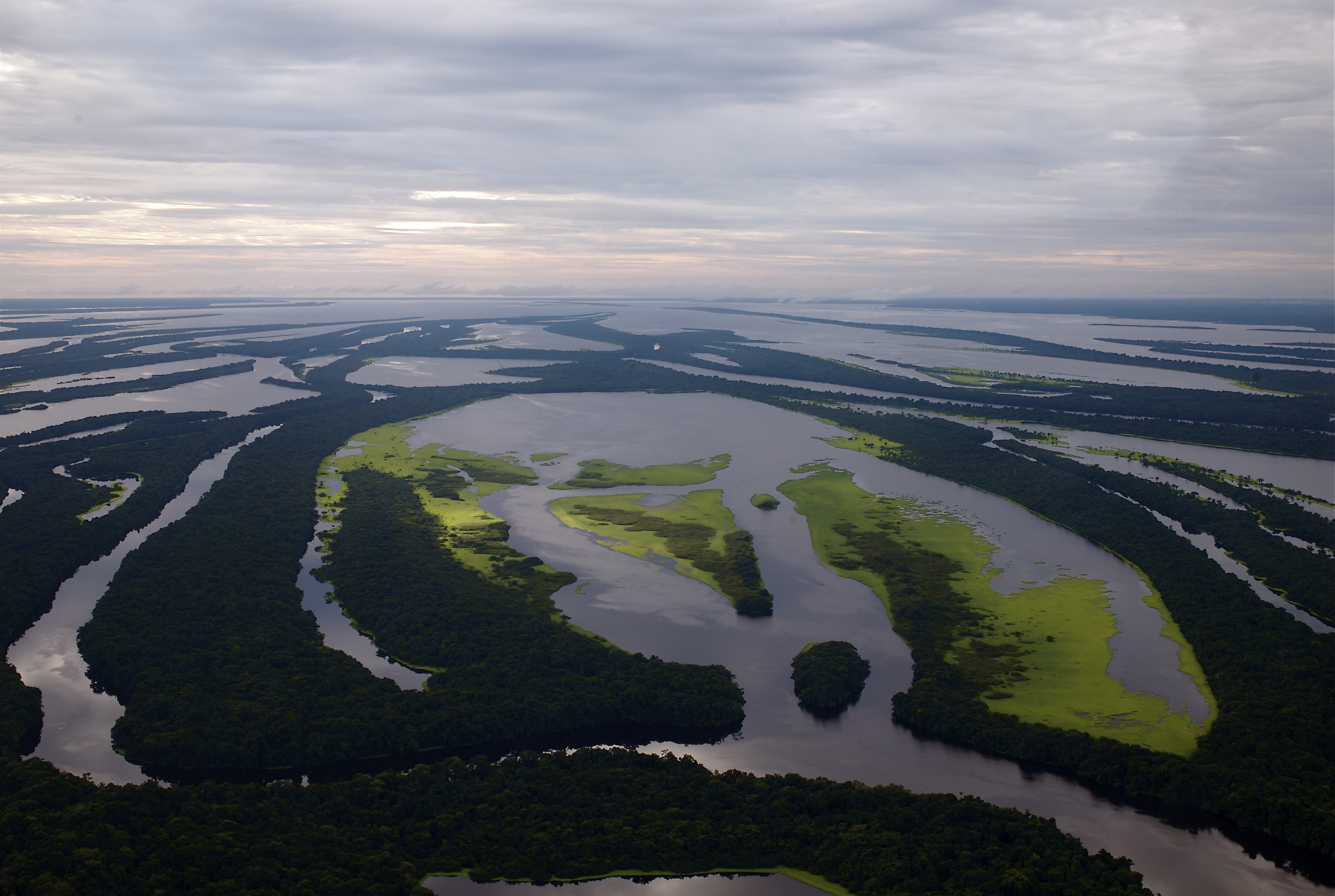
Parque nacional Anavilhanas

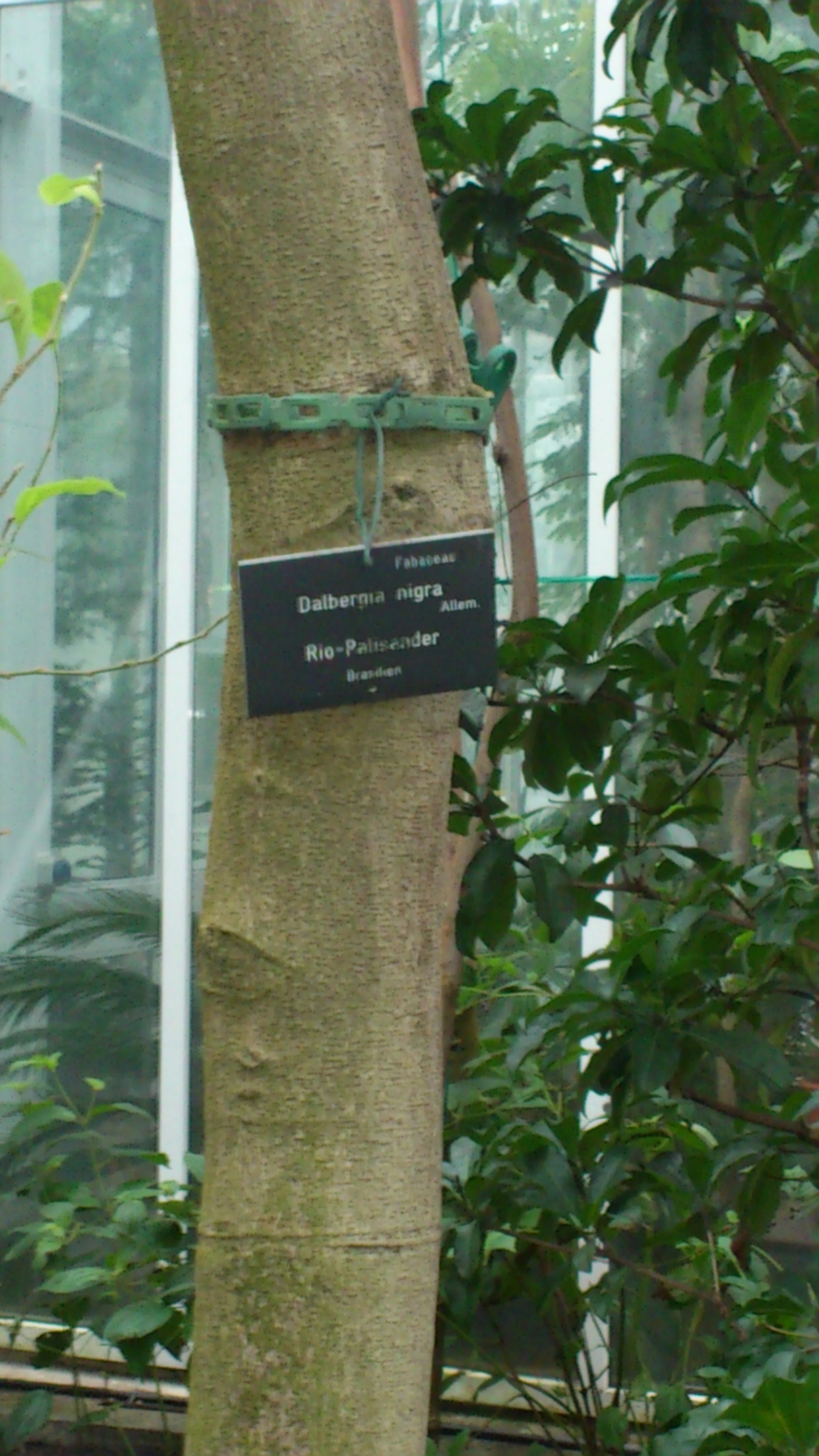
jacarandá de Brasil o palisandro de Río.

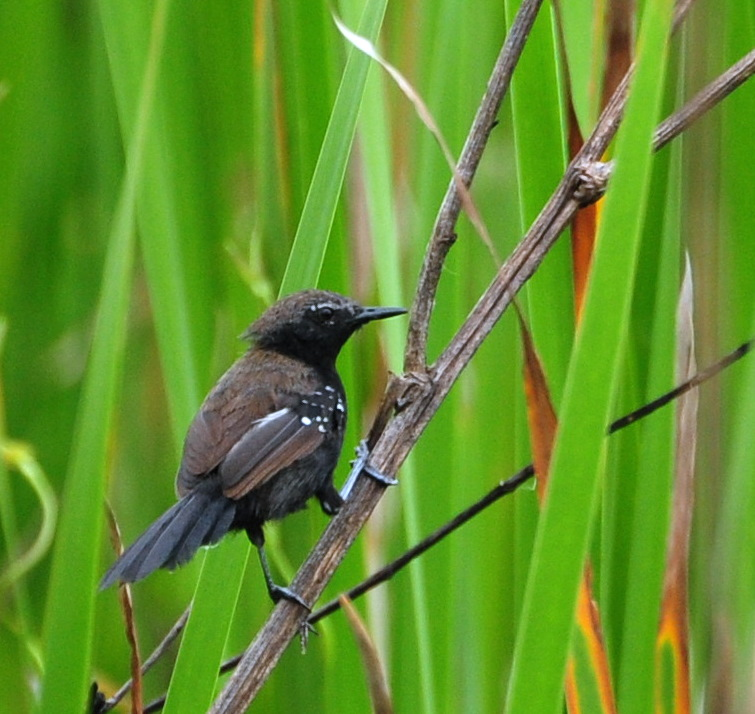
Macho de hormiguerito del Paraná, endémico de los pantanos y humedales de los estados de Paraná y Santa Catarina.

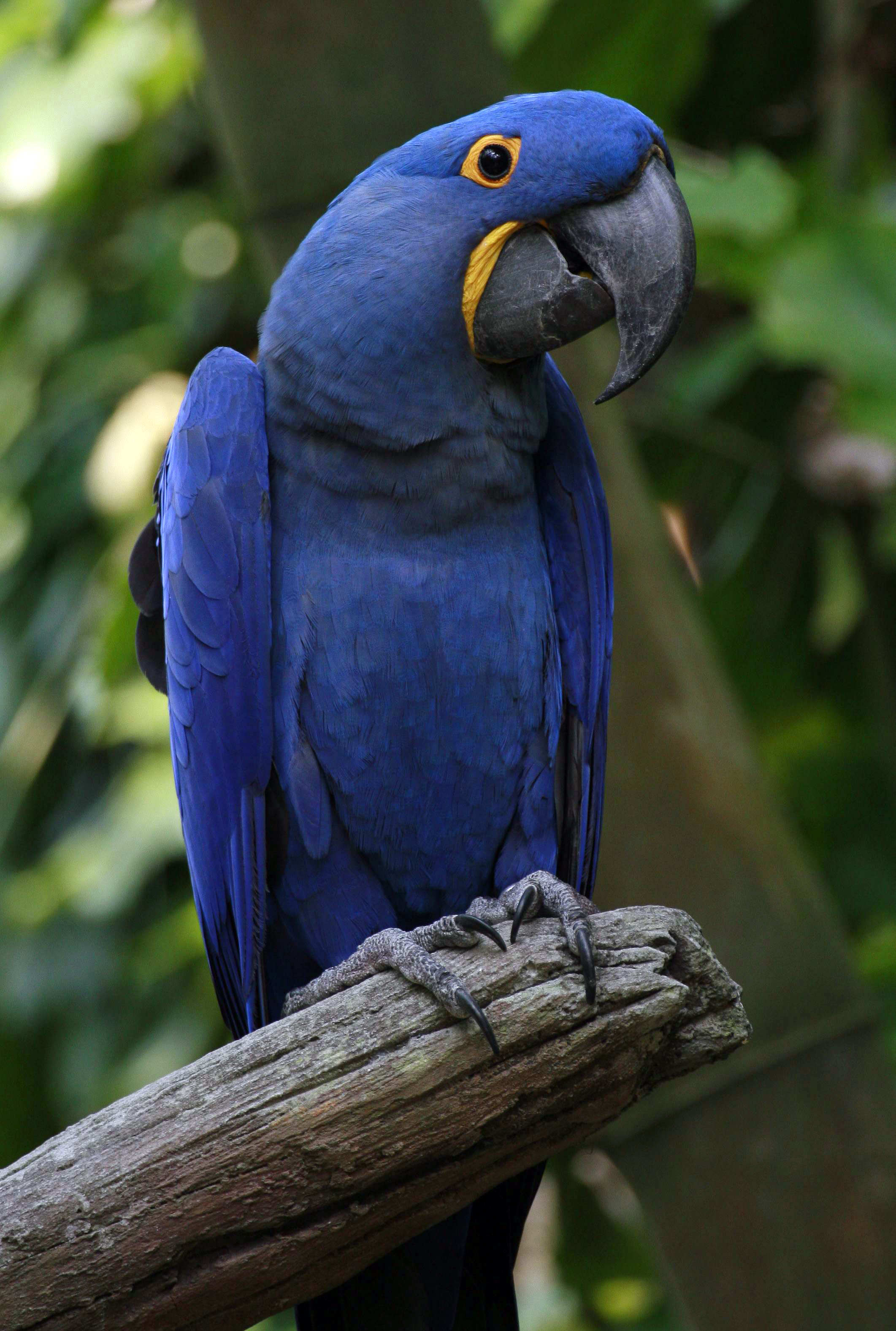
Guacamayo jacinto, de hasta 1 m de altura

- Parque nacional do Cabo Orange, 66 km², 03°39′N 51°11′W, praderas inundadas y manglares. Especies amenazadas como el mono sakí barbudo negro, el pájaro semillero picón o piquigrueso, la tortuga terecay y el caimán negro, entre otros. Amenazada por la presencia del camarón Macrobrachium rosembergii y los incendios forestales.[25]

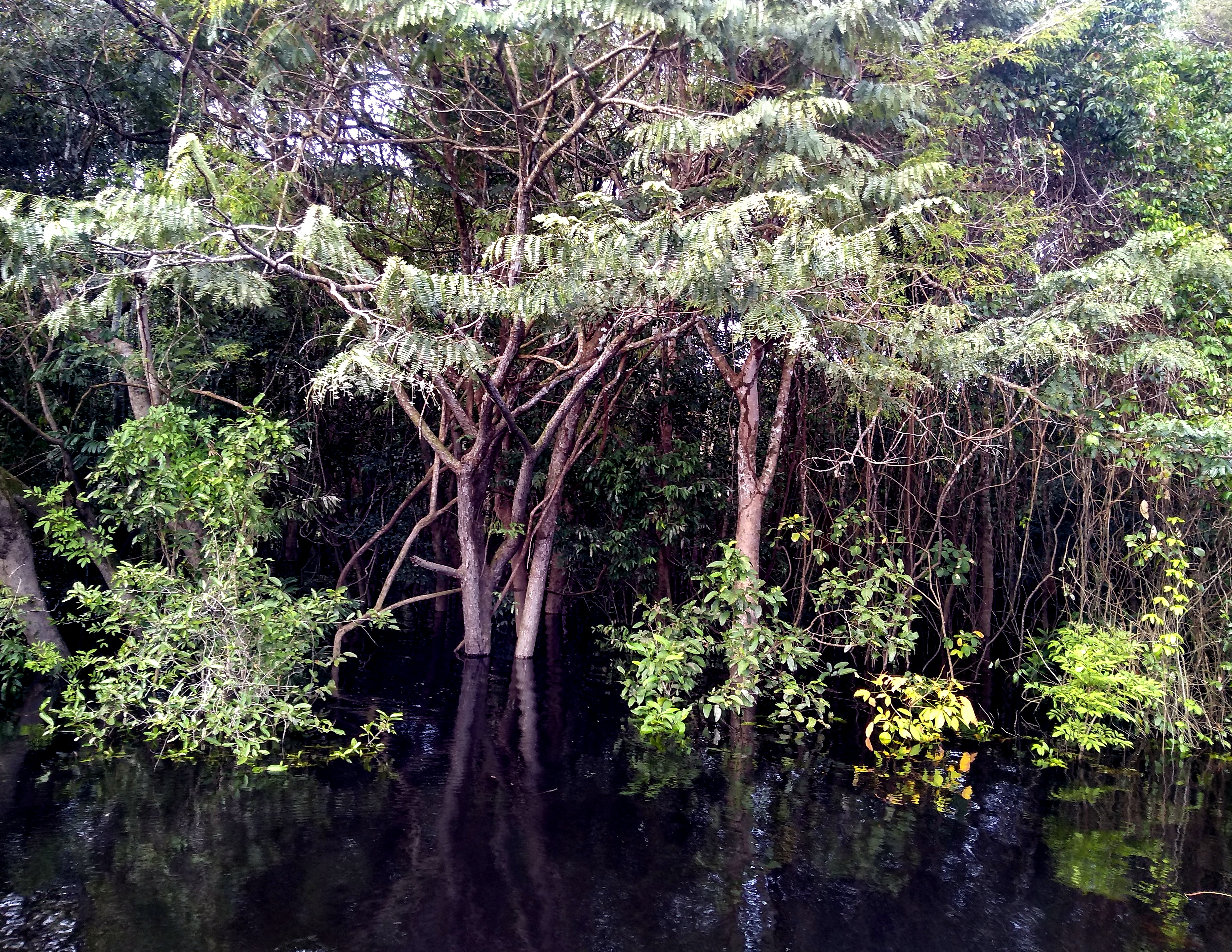
Varzéa del Río Negro, en Anavilhanas

- Parque nacional de Viruá, 2164 km², 01°17′N 61°09′W. En el río Viruá Igarapé, afluente de la parte baja del río Branco, en la cuenca media del Río Negro. Ecosistemas diversos, suelos poco fértiles, arenosos, frecuentemente inundados, sn valor económico pero rica biodiversidad. Cerca de Roraima. Posee bosques abiertos y cerrados y una ecorregión llamada campinarana, con vegetación adaptada a suelos muy pobres, sabana, matorrales y bosque con especies endémicas, generalmente en la zona de transición entre el escudo guayanés y la cuenca amazónica.[26][27]

- Río Negro, 120 016 km², 01°44′S 64°05′W. El sitio Ramsar cubre 12 millones de hectáreas. Humedales, bosques de igapó (inundados por aguas negras del río), sabanas, selvas, archipiélagos y unas 20 unidades de conservación. Especies como el pájaro hormiguero lúgubre, plantas como el coquito del Brasil, nutria gigante y monos como el tamarino calvo y el mono araña común.[28] La reserva de desarrollo sostenible (RDS) ocupa 1.031|km²}}.[29]
- Mamirauá, 11 240 km², 02°18′S 66°02′W. Estado del Amazonas, bosque de várzea en llanura de inundación, con diversos lagos y canales de unión en época de crecidas. Numerosas especies endémicas, industria forestal y pesquera, agricultura de roza y quema.[30]

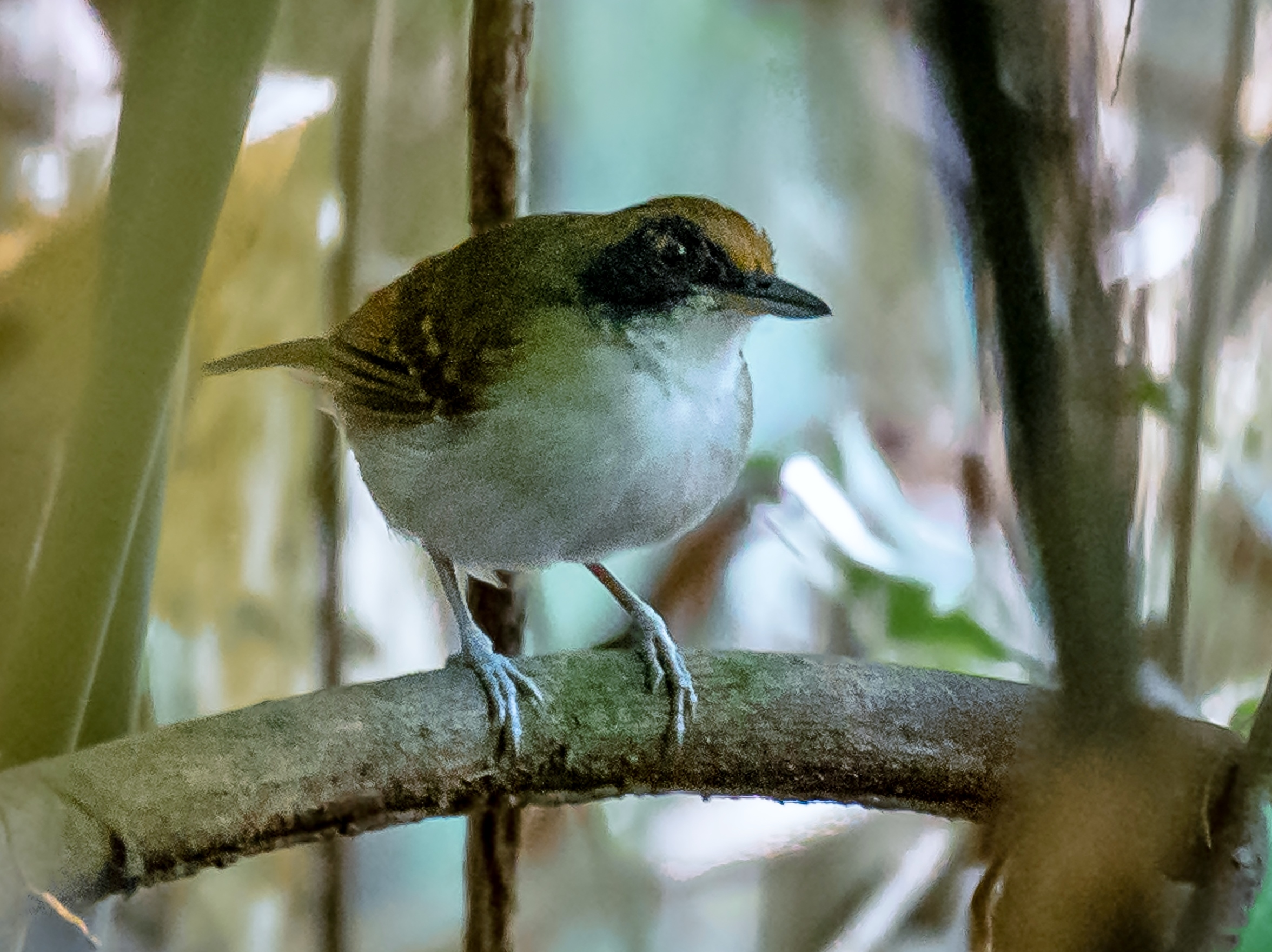
Hembra de hormiguero lúgubre, en el Amazonas.

- Parque nacional de Anavilhanas, 3505 km², 02°28′S 60°49′W. Estado de Amazonas, cuenca baja del río Negro, En las islas Anavilhanas, además de las numerosas aves endémicas, se encuentran el gato tigre y el manatí del Amazonas, que pesa entre 300 y 500 kg y mide hasta 2,8 m. Es también reserva de la biosfera de la Unesco y patrimonio de la humanidad.[31][32]

- Parque estatal marino Parcel Manoel Luís con los Bajíos del Mestre Álvaro y Tarol, 346 km², 00°30′N 44°45′W, tres bancos de coral al norte del estado de Maranhão, a 45 millas náuticas de la costa. Conocido como el triángulo de las Bermudas brasileño por los naufragios.[33][34]

- Estuario del Amazonas y sus manglares, 38 502 km², 01°09′S 46°48′W, en el archipiélago de Marajó, el más grande del planeta en la desembocadura del río Amazonas. Engloba 23 unidades de conservación, con una de las zonas de manglares más grandes del mundo, 8900 km² a lo largo de 700 km, el 70% de os manglares de Brasil. Conecta con las Reentrancias Maranhenses, la Baixada Maranhense , el Cabo Orange y el Parque estatal marino Parcel Manoel Luís.

- Área de protección medioambiental Reentrancias Maranhenses, 26 810 km², 01°41′S 45°04′W, en Maranhão.[35] Un complejo sistema de estuarios, islas, bahías, cuevas y una costa irregular poblada de manglares. manatíes, peces, moluscos y aves migratorias.[36]

- Área de protección medioambiental Baixada Maranhense, 17 750 km², 03°00′S 44°57′W, Maranhão. Zona costera nordeste inundable con bosques de galería, campos, manglares pantanosos, cuencas lacustres y estuarios por donde entra el agua salada. Cuatro ríos principales y numerosos canales, inundaciones de los campos de diciembre a junio en época de lluvias dejando a la vista islas llamadas tesos. Agricultura de subsistencia con arroz, maíz, judías...[37]

- Reserva biológica Atolón de las Rocas, 352 km², 03°51′S 33°47′W. El área terrestre solo tiene 0,36 km², el único atolón coralino en el Atlántico sur. A 267 km al nordeste de Natal. Importante para las tortugas verde, carey y boba. Seis especies endémicas de moluscos, cinco de esponjas y 15 de coral. Lugar de alimentación para el tiburón limón y cinco especies endémicas de peces.[38]

- Islas Fernando de Noronha, 03°52′S 32°24′W. Las islas tienen 26 km², pero la protección del archipiélago abarca 109 km² con una zona marina, en Pernambuco, con un número considerable de especies endémicas, sobre todo corales. Grandes concentraciones de delfín girador y delfín manchado tropical, además de un área de cría de yubartas. Patrimonio de la humanidad de la Unesco.[39]

- Isla del Bananal, 5623 km², 10°31′S 50°12′W, Tocantins, en el centro del país, entre el río Araguaia y el río Tocantins, con lagunas estacionales, humedales e islas. Zona de transición entre la selva tropical húmeda y la sabana con bosques de galería. Abundante en aves acuáticas.[40]

- Reserva biológica Guaporé, 6000 km², 12°31′S 62°47′W, al oeste de Brasil, cerca de la frontera con Bolivia, en el estado de Rondonia. Praderas y selva temporalmente inundados por las crecidas, especies amenazadas como el mono araña negro y la nutria gigante. Gestionada por el Instituto Chico Mendes de Conservação da Biodiversidade.[41]

- Reserva Particular do Patrimonio Natural SESC Pantanal, 879 km², 16°39′S 56°15′W, en el Pantanal de Mato Grosso. En una zona conocida como pantanal de Poconé. Ríos permanentes y estacionales, llanuras y bosques inundables, lagos, humedales, matorral... Especies en peligro como el guacamayo jacinto, la nutria gigante y el ciervo de los pantanos, así como el jabirú y unos 20 000 cormoranes neotropicales.[42]

- Pantanal Matogrossense, 1350 km², 17°39′S 57°25′W, Mato Grosso, parte del mayor humedal permanente del hemisferio occidental, cerca de la frontera boliviana. Sabanas inundables, islas de matorrales xerófilos y bosque húmedo de hoja caduca.

- Reserva Particular del Patrimonio Natural (RPPN) “Fazenda Río Negro", 70 km², 19°33′S 56°13′W, Mato Grosso do Sul, en el Pantanal de Nhecolândia, una de las subregiones del Pantanal, región occidental de Brasil junto a Bolivia y Paraguay. También Reserva de la Biosfera de la Unesco. Numerosos lagos, muchos salinos. Ríos intermitentes, 400 especies de plantas, 350 de aves y 70 de mamíferos. Entre las especies amenazadas, la nutria gigante,[43] el ciervo de los pantanos y el guacamayo jacinto. Numerosas aves migratorias. En peligro por los fuegos causados en los ranchos vecinos.

- Lund Warming, 238,6 km², 19°30′S 42°00′W, centro sudoeste de Minas Gerais, en la intersección entre el cerrado y la mata atlántica; lagos estacionales con centenares de cuevas, refugios y sitios de importancia arqueológica y paleontológica, con fósiles, artefactos y los primeros asentamientos humanos. Especies vulnerables como el tití enmascarado, Actividad minera.[44]

- Parque estatal Rio Doce, 360 km², 19°41′S 42°33′W, Minas Gerais, fragmento del bosque de la mata atlántica. Ríos permanentes y estacionales y 42 lagos naturales. Contiene 10 ecosistemas diferentes, 325 especies de aves y 77 de mamíferos. Entre los árboles, jacarandá de Brasil. Se encuentra el jaguar, el águila arpía mayor, el pavón piquirrojo y el mono araña muriqui del norte. Se encuentra dentro de la Reserva de la biosfera de la mata atlántica de la Unesco.[45]

- Parque nacional marino Abrojos, 913 km², 17°49′S 38°49′W, estado de Bahía, reserva de la biosfera de la Unesco. Arrecifes de coral, manglares, playas y bancos de arena. Tortugas y yubartas. Sitio arqueológico debido a los numerosos naufragios.[46]

- Parque nacional Ilha Grande, 760 km², río Paraná, entre los estados de Paraná y Mato Grosso del Sur, cerca de la frontera con Paraguay. 180 islas, bancos de arena, lagunas y marismas de agua dulce, bosques de ribera y llanuras inundables. El símbolo del parque es el ciervo de los pantanos, el mono carayá colorado norteño y la zarigüeya gris de cuatro ojos.[47]

- Cananéia-Iguape-Peruíbe, 2023 km², 24°41′S 47°36′W, área de protección medioambiental, río Ribeira de Iguapé, entre los estados de São Paulo y Paraná. Humedal del bosque atlántico, parte de la Reserva de Mata Atlántica del Sudeste. Manglares, estuarios, ríos, canales, islas marinas y costeras, bosques y dunas. Especies como el petrel de Schlegel, el tucán de pico acanalado y el tití león de cara negra.[48]

- Estación ecológica Guaraqueçaba, 43,7 km², 25°17′S 48°22′W, costa del estado de Paraná, parte de la Reserva de Mata Atlántica del Sudeste, patrimonio de la humanidad. Especies endémicas como la  tortuga verde y el delfín del Plata.[49]

- Guaratuba, 383 km², 25°51′S 48°42′W, costa sur de Paraná, manglares, bosques temporalmente inundados, marismas, bosques de caixeta, cuya madera se usa para hacer lápices, en peligro de extinción. Casi la mitad de la población mundial del paseriforme hormiguerito del Paraná. Reserva de la Biosfera de la Unesco.[50]

- Lagoa do Peixe, 344 km², en Rio Grande do Sul, parque nacional, al este de la Laguna de los Patos, Humedales, dunas, lagunas saladas y pantanos con importantes aves migratorias. Se cultiva arroz en la zona.[51]

- Estación ecológica Taim, 109 km², 32°45′S 52°36′W, en Rio Grande do Sul, preserva un ecosistema formado por lagunas y humedales, dunas y una gran diversidad de plantas y animales de la Reserva de la biosfera de la mata atlántica, al norte del lago Mangueira y al este del lago Merín. Se encuentran aves migratorias que van del hemisferio sur al hemisferio norte, como el albatros de pico fino, y roedores como el tuco-tuco de Flamarion.[52]